# مطبخ فيتنامي

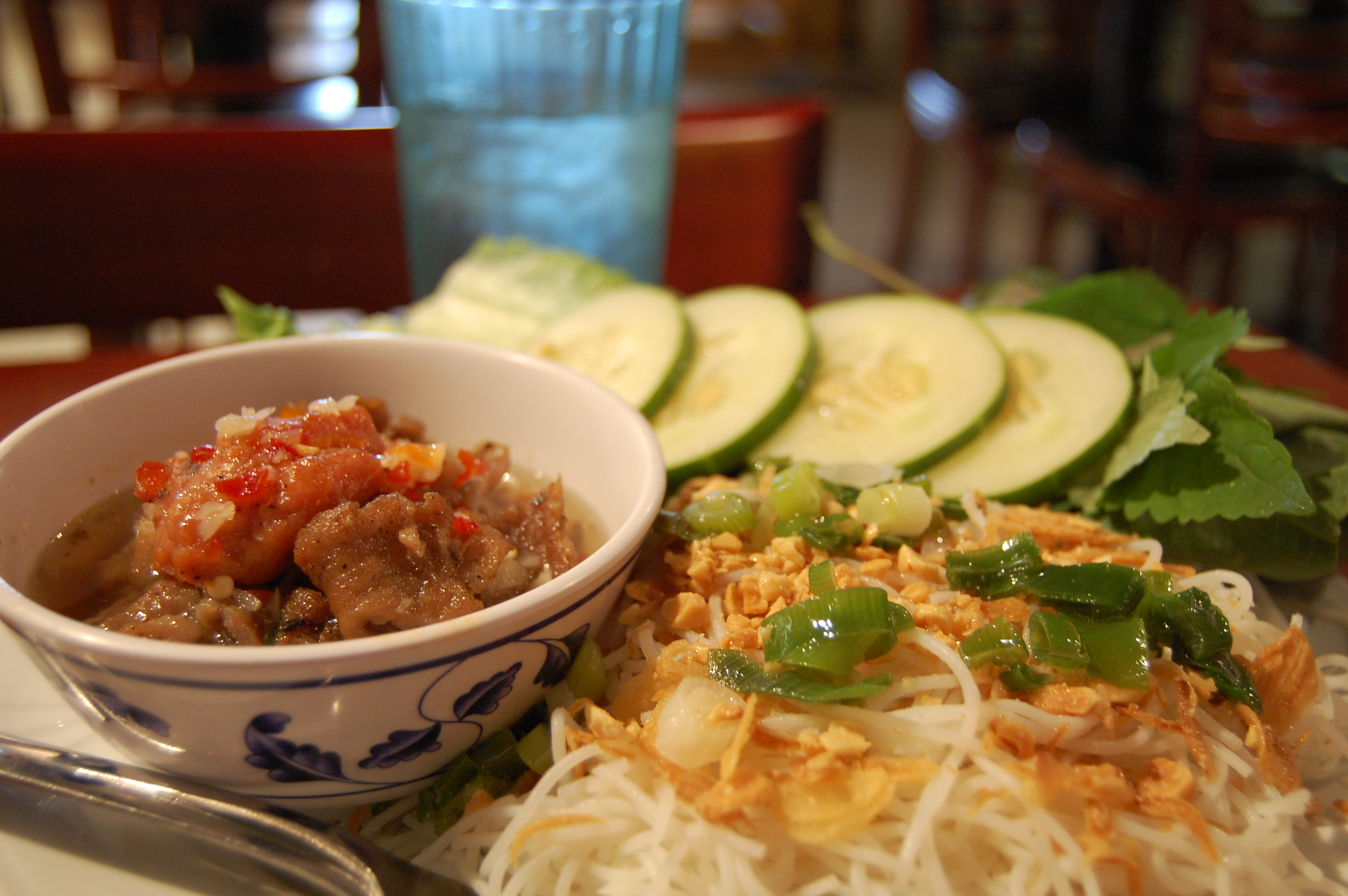
Bún chả طبق من لحم الخنزير المشوي والمعكرونة والأعشاب

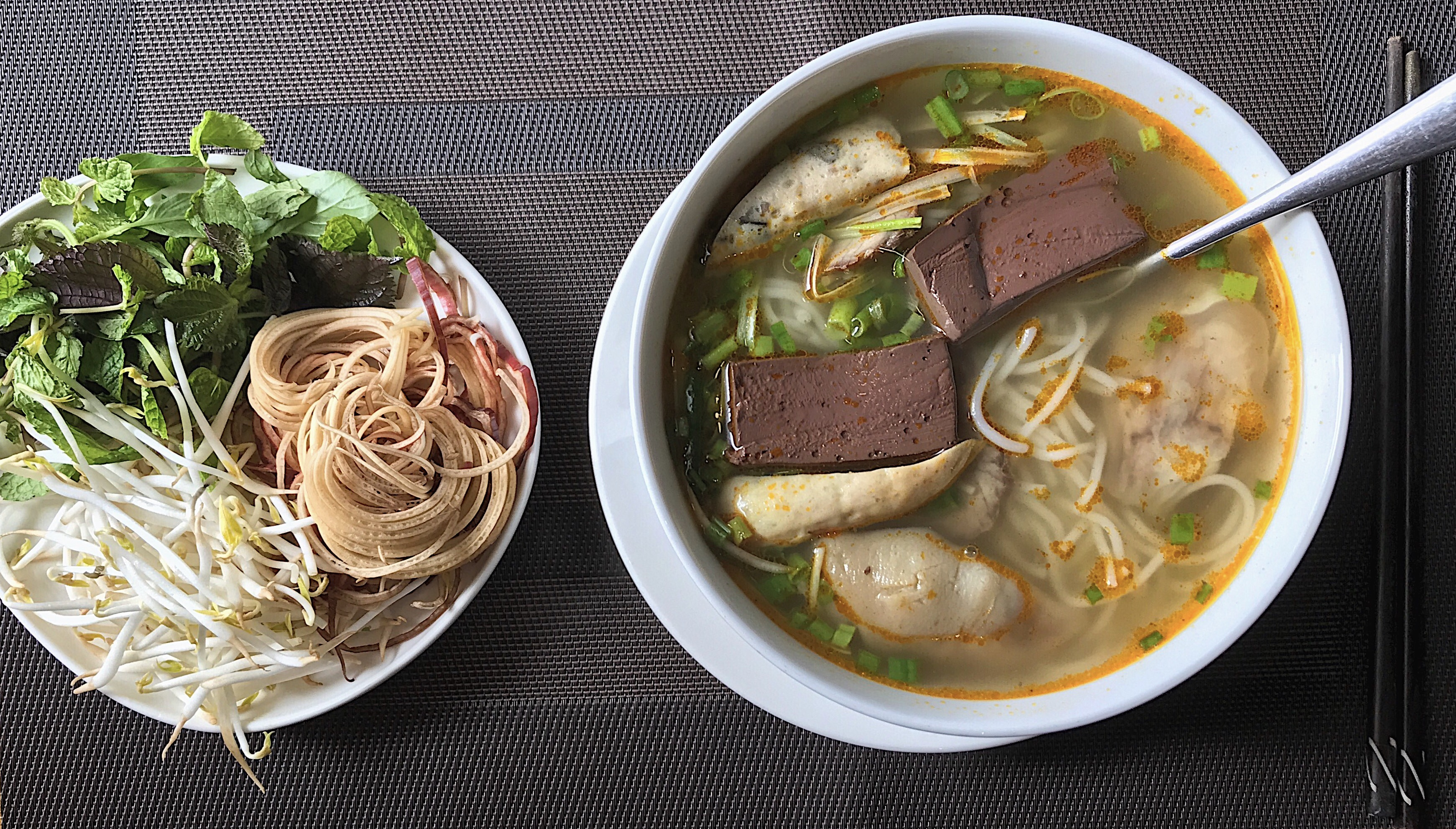
Bún bò Huế حساء الشعيرية الأرزية الحار مع عشبة الليمون، يقدم مع الأعشاب والخضروات الطازجة

يشمل المطبخ الفيتنامي الأطعمة والمشروبات التي نشأت في الفيتنام. تتميز وجباتها بمزيج من خمسة نكهات أساسية (نغو في): الحلو والمالح والمر والحامض والحار. إن الطبيعة المميزة لكل طبق تعكس عنصرًا واحدًا أو أكثر (مثل العناصر الغذائية والألوان) من العناصر التي تستند إلى نظرية العناصر الخمسة. تستخدم الوصفات الفيتنامية مكونات مثل عشبة الليمون والزنجبيل والنعناع والنعناع الفيتنامي والكزبرة الطويلة وقرفة سايجون وفلفل عين الطائر والليمون وأوراق الريحان التايلاندي. يتميز المطبخ الفيتنامي التقليدي باستخدام المكونات الطازجة وقلَّة استخدام منتجات الألبان أو الزيوت، كما ينميز بقوامه المثير للاهتمام والاستفادة من الأعشاب والخضروات. كما أن المطبخ منخفض السكر وهو دائمًا خالٍ من الغلوتين بصفة طبيعية تقريبًا، حيث أن العديد من الأطباق تعتمد على الأرز بدلاً من القمح، مثل شعيرية الأرز وأوراق الأرز ودقيق الأرز.

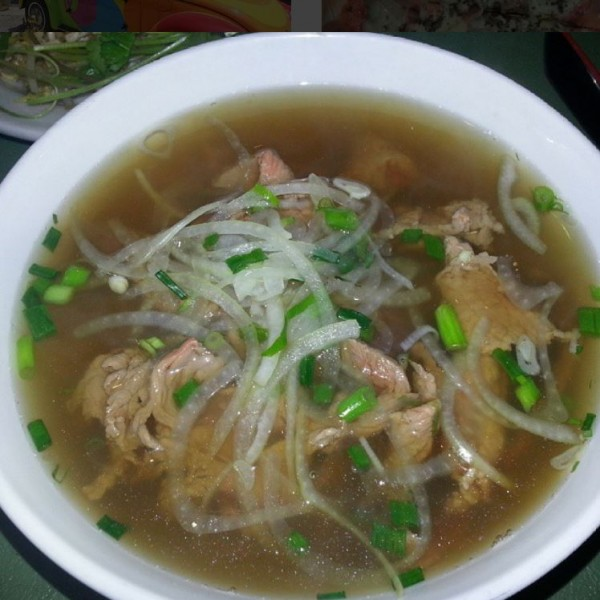
Phở bò (شوربة المعكرونة باللحم البقري) من مدينة هوي أن - تختلف وصفات phở في المناطق المختلفة.

## التأثيرات التاريخية
إنّ التأثيرات فيتنامية الأصل تشكل جوهر الطعام الفيتنامي. ولكن بسبب الاتصال التاريخي مع الصين وقرون من التحول إلى المطبخ الصيني فإن بعض الأطباق الفيتنامية تتشابه مع المطبخ الصيني. حيث أضاف الصينيون العديد من الأطباق إلى تقاليد الطهي الفيتنامي، بما في ذلك فون ثن/ هوانه ثان (فطيرة اللحم/وونتون) وشارسيو (خنزير مشوي) وهار غاو (معجنات القريدس) وشاهي فين (نودلز الأرز) و مي(نودلز القمح) و لُفافات بوبياه وبنه قوفي (حلوى اليوتياو) وكعك القمر و بانه بيا (كعكة القمر على طراز سوتشو) و بانه تو (كعكة نيان جاو) و سي دون (تانغ يوان) و بانه بو و بانه باو (معجنات باوزي) و كوم شين دونج تشاو (أرز يانغتشو المقلي)، و مي تشاو (شعيرية تشاو مين المقلية). تبنّى الفيتناميون هذه الأطعمة وأضافوا إليها أساليبهم ونكهاتهم الخاصة. كما تبنت الأقليات العرقية في المنطقة الجبلية القريبة من الحدود بين الصين وفيتنام بعض الأطعمة من الصين. اعتمد عرقي تاي ونونج في مقاطعة لانج سين على لحم الخنزير المشوي وبطن لحم الخنزير المطهو ببطء المأخوذين من الصين. وقد وصلت بعض خضراوات العالم الجديد -مثل الفلفل الحار والذرة- إلى فيتنام أيضًا من أسرة مينج.
أدخل الفرنسيون الخبز الفرنسي إلى فيتنام، والذي دُمج مع الحشوات الفيتنامية ليصبح وجبة سريعة شائعة في فيتنام تسمى بانه مي ثيت والمعروفة في الخارج باسم "الخبز الفرنسي الفيتنامي". بان مي تعني الخبز و ثيت تعني اللحم أو الحشو. كما قام الفرنسيون أيضًا بإدخال البصل والبطاطس والبروكلي والطماطم والقرنبيط والخس والطرخون والجزر والخرشوف والهليون والقهوة إلى فيتنام.
غالبًا ما تحمل المكونات المأخوذة من الغرب اسمًا مشتقًا من مكون فيتنامي أصلي مشابه، ثم تُضاف كلمة تاي(التي تعني غربي) إلى الإسم. حيث يُطلق على البصل اسم هانه تاي (حرفيًا "الكراث الغربي) ويُطلق على الهليون اسم مانغ تاي (براعم الخيزران الغربية) وتُسمى البطاطس خواي تاي (البطاطا الغربية) باللغة الفيتنامية، وهذه الإضافة تبين أصل الأكلة قبل وصولها إلى فيتنام. الأطباق المتأثرة بالفرنسية عديدة ولا تقتصر على: سالات (سلطة)و باته و باته سو (فطيرة بريتاني تسمى "باتيه تشود") وبان سونغ ترو/بانه سونغ بو (كرواسون) وحلوى بانه فلان و إيائو (زبادي) و روتي (المشاوي) وبو(زبدة) وفيت نام كام (بطة البرتقال) وأبوليت (عجة) وأبالا (بيض مقلي) وفاشي (حشوات) وبيت تيت (شريحة لحم بقري) وسوت فانغ (الطبخ بالنبيذ) ودامبونغ (جامبون أو لحم الخنزير) و شوك شيك (صلصة). إن بلدان الهند الصينية الفرنسية -وهي لاوس وفيتنام وكمبوديا- لديها العديد من الأطباق والمشروبات المشتركة بسبب التأثيرات الناجمة عن الحكم الاستعماري الفرنسي، بما في ذلك الخبز الفرنسي والقهوة. كما أدخل الفرنسيون استخدام منتجات الألبان في الأطباق الفيتنامية الفرنسية المدمجة.
تأثر المطبخ الفيتنامي أيضًا بمأكولات شامبا وماليزيا وكمبوديا. كان استخدام حليب جوز الهند والأطباق المركزية المختلفة مثل بانه خويت متأثرًا بمطبخ تشام. التجار الملايو والهنود أدخلوا التوابل بما في ذلك الكاري أيضًا إلى فيتنام. إن الكاري هو طبق شائع جدًا في وسط وجنوب فيتنام مع أنّه غير شيوعه في الشمال. كاري الدجاج هو الشكل الأكثر شيوعا ثمَّ يليه كاري الماعز. يعد كاري الدجاج طبقًا لا غنى عنه في العديد من المناسبات الاجتماعية مثل حفلات الزفاف والجنازات والتخرج والذكرى السنوية لوفاة أحد الأحباء. على غرار كمبوديا يُأكل الكاري في فيتنام إما مع الخبز أو الأرز المطهو على البخار أو شعيرية الأرز المستديرة (الشعرية الأرزية). مام بو هوك أو براهوك -المأخوذ من العرق الخميري في جنوب فيتنام- يستخدم كمكون أساسي في حساء المعكرونة الأرزية الفيتنامي المسمى بون نوك ليو والذي نشأ مع العرق الخميري في فيتنام ولا يوجد في كمبوديا.
بسبب التواصل مع الدول الشيوعية السابقة من أوروبا الشرقية، تبنى الفيتناميون أطباقًا مثل حساء الملفوف المحشو وsa lát Nga (سلطة أوليفييه) و bia Tiệp (البيرة التشيكية).

## المأكولات الإقليمية

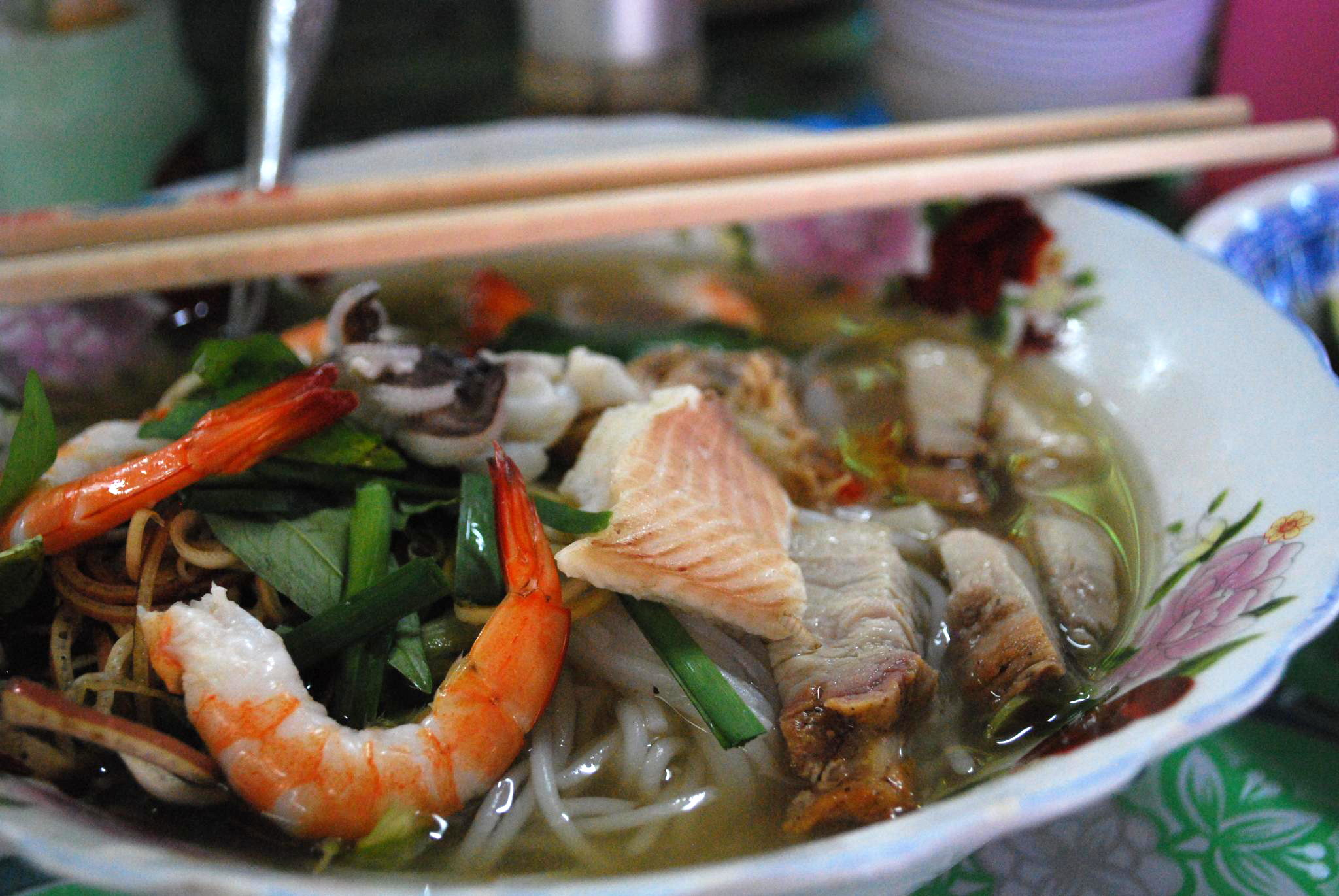
Bún mắm تخصص مقاطعة سوك ترانج

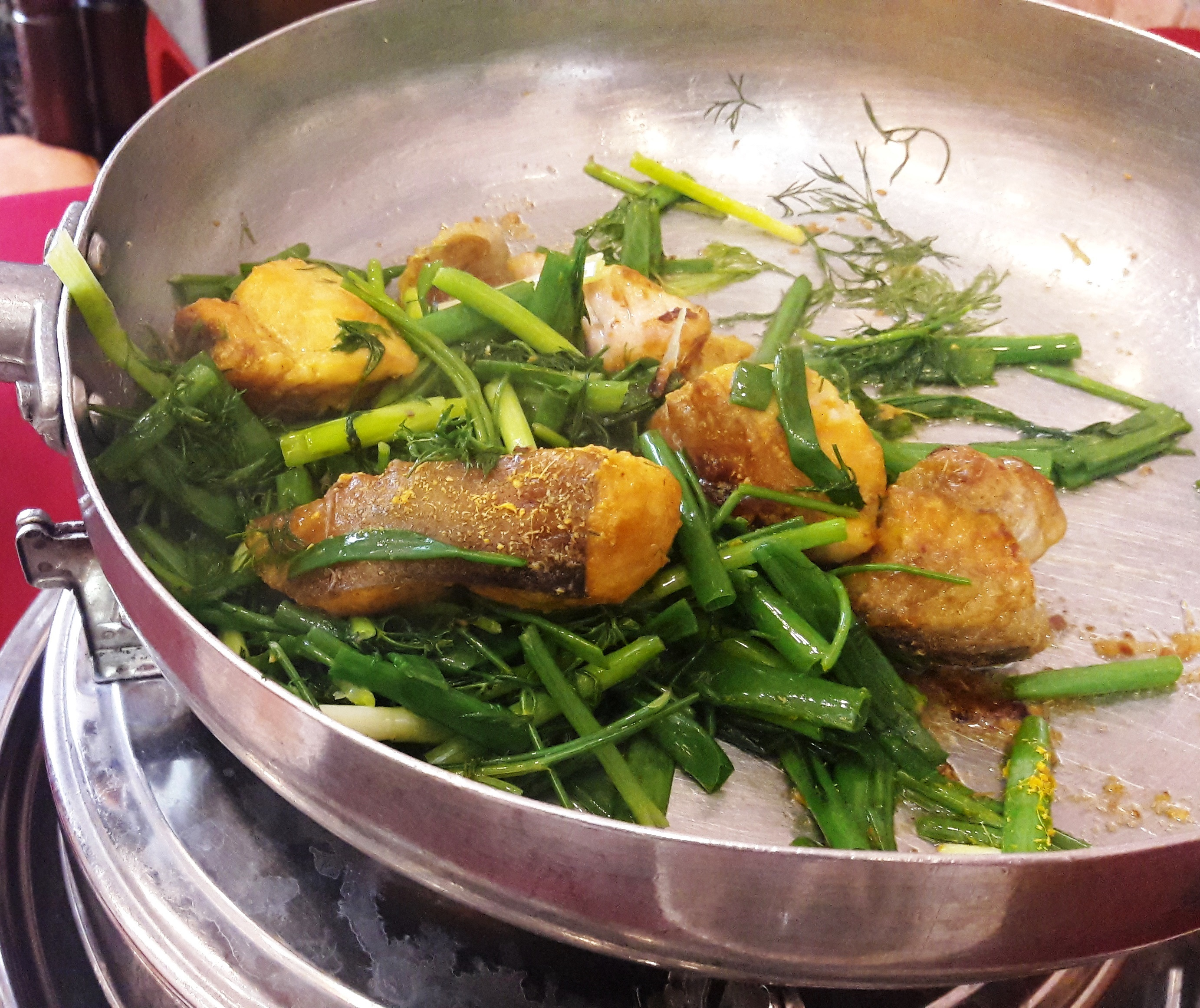
Chả cá Là Vọng أحد تخصصات هانوي

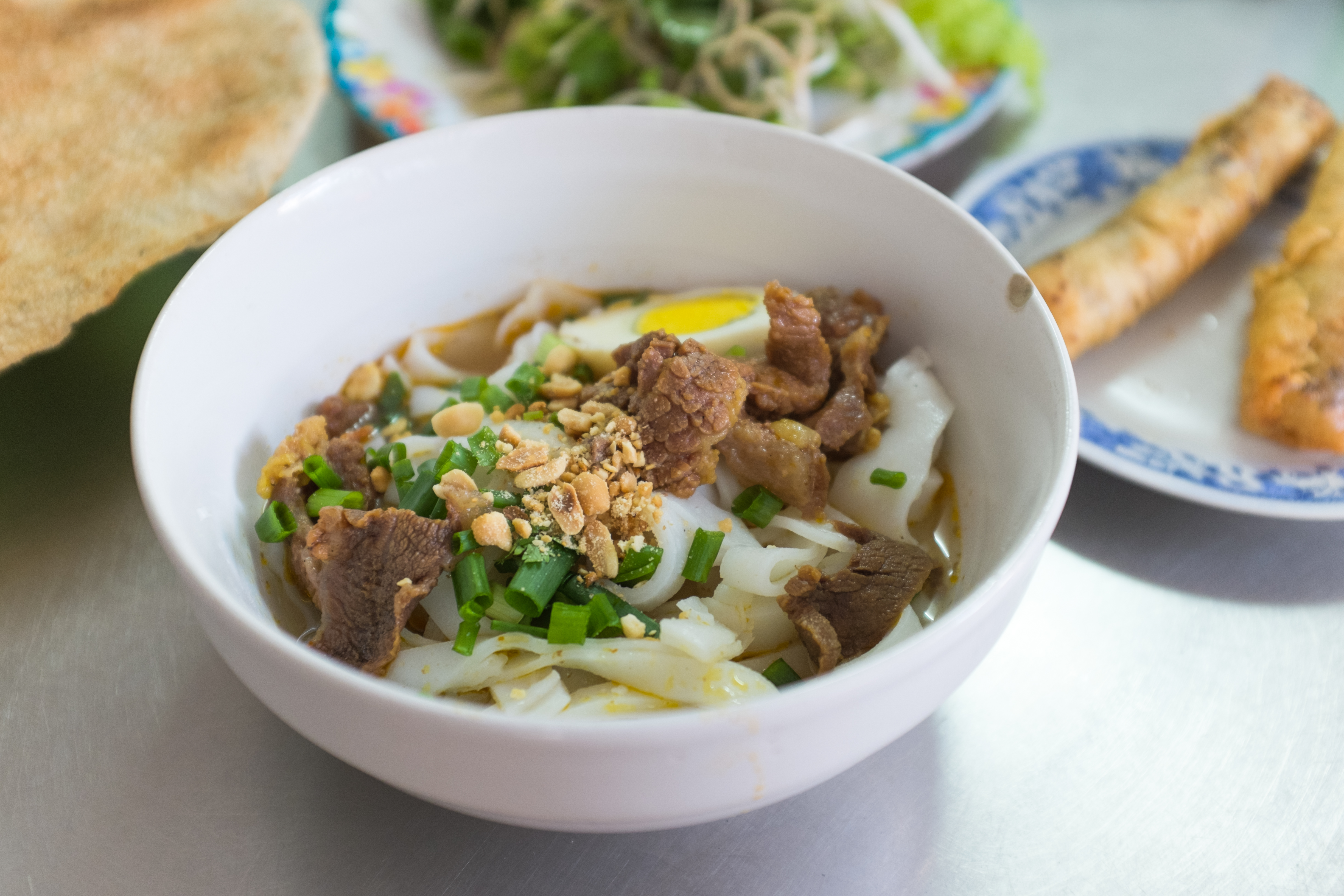
مي كوانج أحد تخصصات مقاطعة Đà Nẵng وQuảng Nam

تتشارك جميع المناطق الثلاث في فيتنام التقاليد الطهوية السائدة في بعض السمات الأساسية:
- نضارة الطعام: يكون طهي معظم اللحوم لفترة وجيزة فقط. تؤكل الخضروات طازجة وإذا طُهيت، يقومون بغليها أو قليها لفترة وجيزة فقط.
- وجود الأعشاب والخضروات: الأعشاب والخضروات ضرورية للعديد من الأطباق الفيتنامية وغالبا ما تستخدم بكثرة.
- تنوع وتناغم الملمس: هش مع ناعم أو مائي مع مقرمش أو رقيق مع خشن.
- تعتبر الأطباق المعتمدة على المرق أو الحساء شائعة في المناطق الثلاث.
- التقديم: عادةً ما تكون التوابل المصاحبة للوجبات الفيتنامية ملونة ومنظمة بطريقة تسر النظر.

إن التقاليد الطهوية الفيتنامية تختلف من منطقة إلى أخرى مع أنّها تتقاسم بعض الميزات الرئيسية.
يحد المناخ البارد من إنتاج التوابل وتوافرها في شمال فيتنام. لذلك فإن الأطعمة هناك تكون في كثير من الأحيان أقل حرارة من تلك الموجودة في مناطق أخرى. يُستخدم الفلفل الأسود بدلاً من الفلفل الحار باعتباره المكون الأكثر شعبية لإنتاج النكهات الحارة. لا يتميز المطبخ الفيتنامي الشمالي بوجه عام بأي نكهة معينة -حلو أو مالح أو حار أو مر أو حامض. تتميز معظم الأطعمة الفيتنامية الشمالية بالنكهات الخفيفة والمتوازنة التي تنتج عن مزيج دقيق من العديد من مكونات النكهة المختلفة. كان استخدام اللحوم مثل لحم الخنزير ولحوم البقر والدجاج محدودًا نسبيًا في الماضي. تُستخدم على نطاق واسع الأسماك العذبة والقشريات والرخويات مثل الروبيان/الجمبري والحبار وسرطان البحر والمحار وبلح البحر. تعتمد العديد من الأطباق الشهيرة في شمال فيتنام على السلطعون (على سبيل المثال، بون ريو). تعتبر صلصة السمك وصلصة الصويا وصلصة الروبيان والليمون من بين المكونات الأساسية للنكهة باعتبارها مهد الحضارة الفيتنامية.[بحاجة لمصدر] تنتج منطقة شمال فيتنام العديد من الأطباق المميزة لفيتنام مثل بون ريو وبان كوان، والتي انتقلت إلى وسط وجنوب فيتنام نتيجة للهجرة الفيتنامية. تشمل الأطباق الفيتنامية الشهيرة الأخرى التي نشأت من الشمال -وخاصة من هانوي- على هذه الاطباق:" بون تشا " (نودلز الأرز مع لحم الخنزير المتبل المشوي) و "فو جا" (حساء الدجاج مع نودلز الأرز) و"تشا كا لا فونج" (نودلز الأرز مع السمك المشوي).
إن وفرة التوابل التي تنتجها التضاريس الجبلية في وسط فيتنام تجعل مطبخ هذه المنطقة مشهورًا بطعامه الحار مما يميزه عن المنطقتين الأخريين في فيتنام، حيث الأطعمة في الغالب ليست حارة. كانت هوي ذات يوم عاصمة آخر سلالة في فيتنام، وتتميز تقاليد الطهي فيها بالأطعمة المزخرفة والملونة للغاية، مما يعكس تأثير المطبخ الملكي الفيتنامي القديم. ويتميز مطبخ المنطقة أيضًا بوجباته المتطورة المكونة من العديد من الأطباق المعقدة التي تُقدم في أجزاء صغيرة. يعد الفلفل الحار وصلصة الروبيان من المكونات المستخدمة بدرجة متكررة. بعض الأطباق الفيتنامية المميزة المنتجة في وسط فيتنام هي bún bò Huế و bánh khoái.
يوفر الطقس الدافئ والتربة الخصبة في جنوب فيتنام ظروفًا مثالية لزراعة مجموعة واسعة من الفواكه والخضروات والثروة الحيوانية. لذلك فإن الأطعمة في جنوب فيتنام غالبًا ما تكون نابضة بالحياة ولذيذة، مع استخدامات سخية للثوم والكراث والأعشاب الطازجة. كما يُضاف السكر إلى الطعام بدرجة أكبر من المناطق الأخرى.يمكن رؤية تفضيل الطعم الحلو في جنوب فيتنام أيضًا بناءً على الاستخدام الواسع النطاق لحليب جوز الهند في المطبخ الفيتنامي الجنوبي. تجعل الشواطئ الواسعة من المأكولات البحرية غذاءً طبيعياً لسكان هذه المنطقة. تشمل بعض أطباق المأكولات البحرية المميزة من جنوب فيتنام بانه خوت وبون ميم.
يعتمد مطبخ دلتا ميكونج بدرجة كبيرة على المنتجات الطازجة المتوفرة بكثرة في الأراضي الجديدة مع الاستخدام المكثف لسكر النخيل والأسماك المخمرة والمأكولات البحرية والأعشاب البرية والزهور. ينعكس تاريخ المنطقة باعتبارها منطقة مأهولة حديثًا على مطبخها، وهذا يعني أن الأطباق المُحضرة نكون طازجة مصنوعة من المكونات البرية التي قامو باصطيادها حديثًا. ويتأثر المطبخ أيضًا بالمستوطنين الخمير والتشام والصينيين.
يتأثر مطبخ مناطق المرتفعات الشمالية والوسطى بالتقاليد القبلية، مع عناصر مثل ثانغ كو (حساء حصان همونغ) واللحوم المجففة وكوم لام وريو كان.

## العلاقة بالفلسفة الفيتنامية
يحتوي المطبخ الفيتنامي دائمًا على خمسة عناصر معروفة بتوازنها في كل من هذه الميزات.
- تتضمن العديد من الأطباق الفيتنامية خمس حواس تذوق أساسية ( ngũ vị ): حار (معدني) وحامض (خشبي) ومر (نار) ومالح (ماء) وحلو (أرضي)، وهي تُقابل خمسة أعضاء ( ngũ tạng ): المرارة والأمعاء الدقيقة والأمعاء الغليظةوالمعدة والمثانة.
- وتشمل الأطباق الفيتنامية أيضًا خمسة أنواع من العناصر الغذائية ( ngũ chất ): مسحوق زماء أو سائل وعناصر معدنية وبروتين ودهون.
- يحاول الطهاة الفيتناميون الحصول على خمسة ألوان ( ngũ sắc ) في أطباقهم: الأبيض (المعدن) والأخضر (الخشب) والأصفر (الأرض) والأحمر (النار) والأسود (الماء).
- الأطباق في فيتنام تروق لمتذوقي الطعام باستعمال الحواس الخمس ( năm giác quan ): ترتيب الطعام يجذب العيون والأصوات من المكونات المقرمشة واكتشاف خمسة بهارات على اللسان والمكونات العطرية القادمة بصفة رئيسية من الأعشاب تحفز الأنف ويمكن إدراك بعض الوجبات -وخاصة الأطعمة التي تؤكل بالأصابع- عن طريق اللمس.[12]

### العناصر الخمسة ومُقابلها

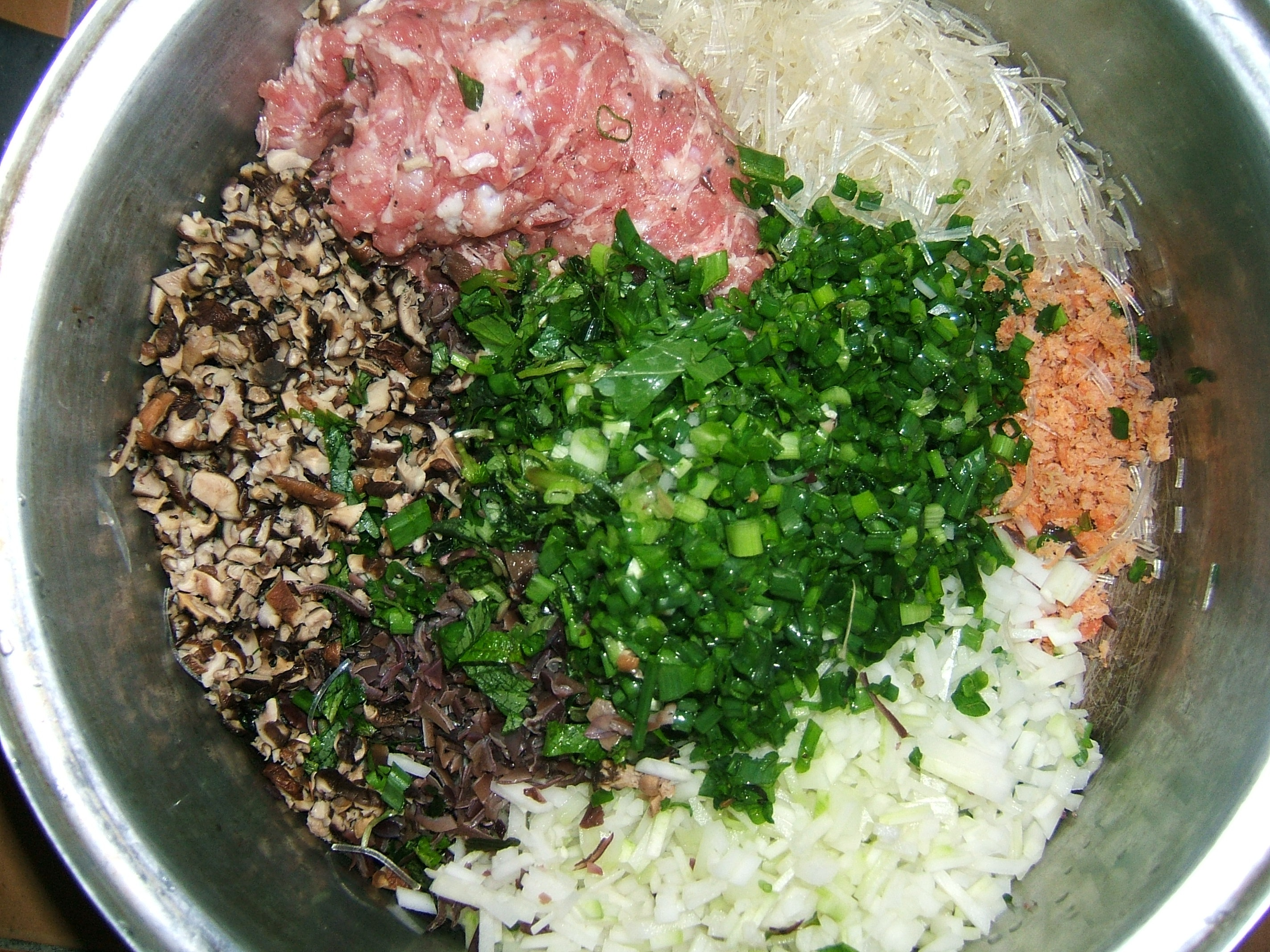
المكونات الخام لصنع حشوة nem rán قبل خلطهما معًا. إنهم يمثلون مبدأ العناصر الخمسة للمطبخ الفيتنامي.

يتأثر المطبخ الفيتنامي بالمبدأ الآسيوي للعناصر الخمسة والمهابهوتا.
| المقابل                     | العناصر      | العناصر         | العناصر | العناصر         | العناصر         |
| المقابل                     | خشب          | نار             | أرض     | معدن            | ماء             |
| --------------------------- | ------------ | --------------- | ------- | --------------- | --------------- |
| التوابل (ngũ vị)            | حامِض         | مر              | حلو     | حار             | مالح            |
| الأعضاء (ngũ tạng)          | المرارة      | الأمعاء الدقيقة | معدة    | الأمعاء الغليظة | المثانة البولية |
| الألوان (ngũ sắc)           | أخضر         | أحمر            | أصفر    | أبيض            | أسود            |
| الحواس (ngũ giác)           | مرئي         | ذوق             | يلمس    | يشم             | صوت             |
| العناصر الغذائية (ngũ chất) | الكربوهيدرات | دسم             | بروتين  | المعادن         | ماء             |

### توازن الين واليانج
مبدأ الين واليانغ (الفيتنامية: Âm dương) حيث كان استخدامه في تركيب وجبة الطعام بطريقة توفر التوازن المفيد للجسم. مع أن التباين في الملمس والنكهات أمر مهم، إلا أن المبدأ يتعلق في المقام الأول بخصائص "التسخين" و"التبريد" للمكونات. تقدم أطباق معينة في مواسمها الخاصة لتوفير التباين في درجة الحرارة والتوابل للطعام والبيئة.ومن الأمثلة على ذلك:
- لحم البط (الذي يعتبر "باردًا") يقومون بتقديمه أثناء فصل الصيف الحار مع صلصة السمك بالزنجبيل (يعتبر "دافئة"). وعلى العكس من ذلك يُأكل الدجاج (الذي هو "دافئ") ولحم الخنزير (الذي هو "ساخن") في فصل الشتاء.
- تعتبر المأكولات البحرية التي تتراوح في "البرودة" مناسبة للاستخدام مع الزنجبيل ("الدافئة").
- الأطعمة الحارة ("الساخنة") عادة ما تكون متوازنة مع الحموضة، والتي تعتبر "باردة".
- بالوت ( trứng vịt lộn )، وتعني "بيضة مقلوبة" ("باردة") يجب دمجها مع النعناع الفيتنامي ( rau răm ) ("حار").

## الغذاء وعلاقته بأسلوب الحياة

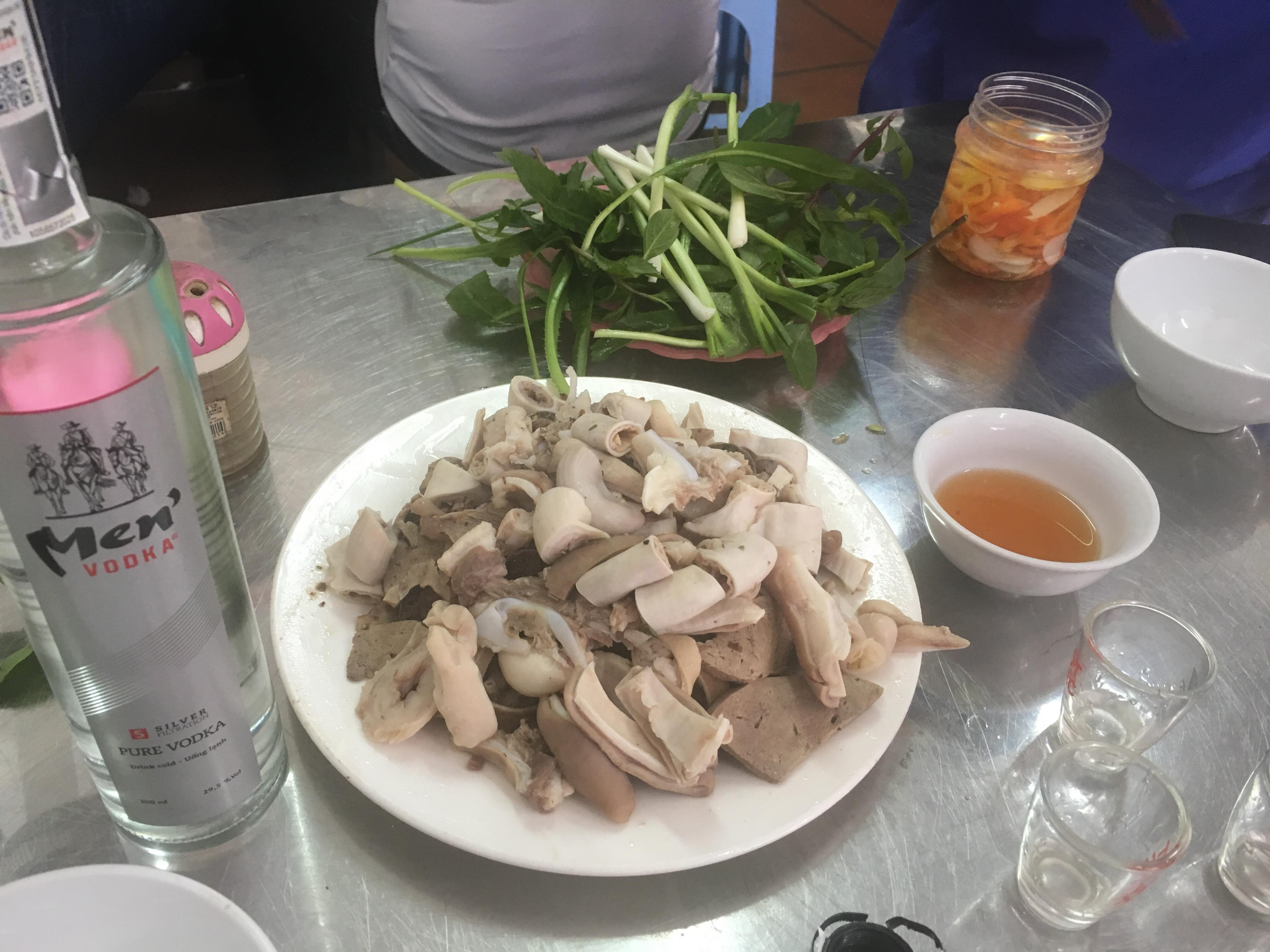
طبق من أحشاء الخنزير المسلوقة المختلفة

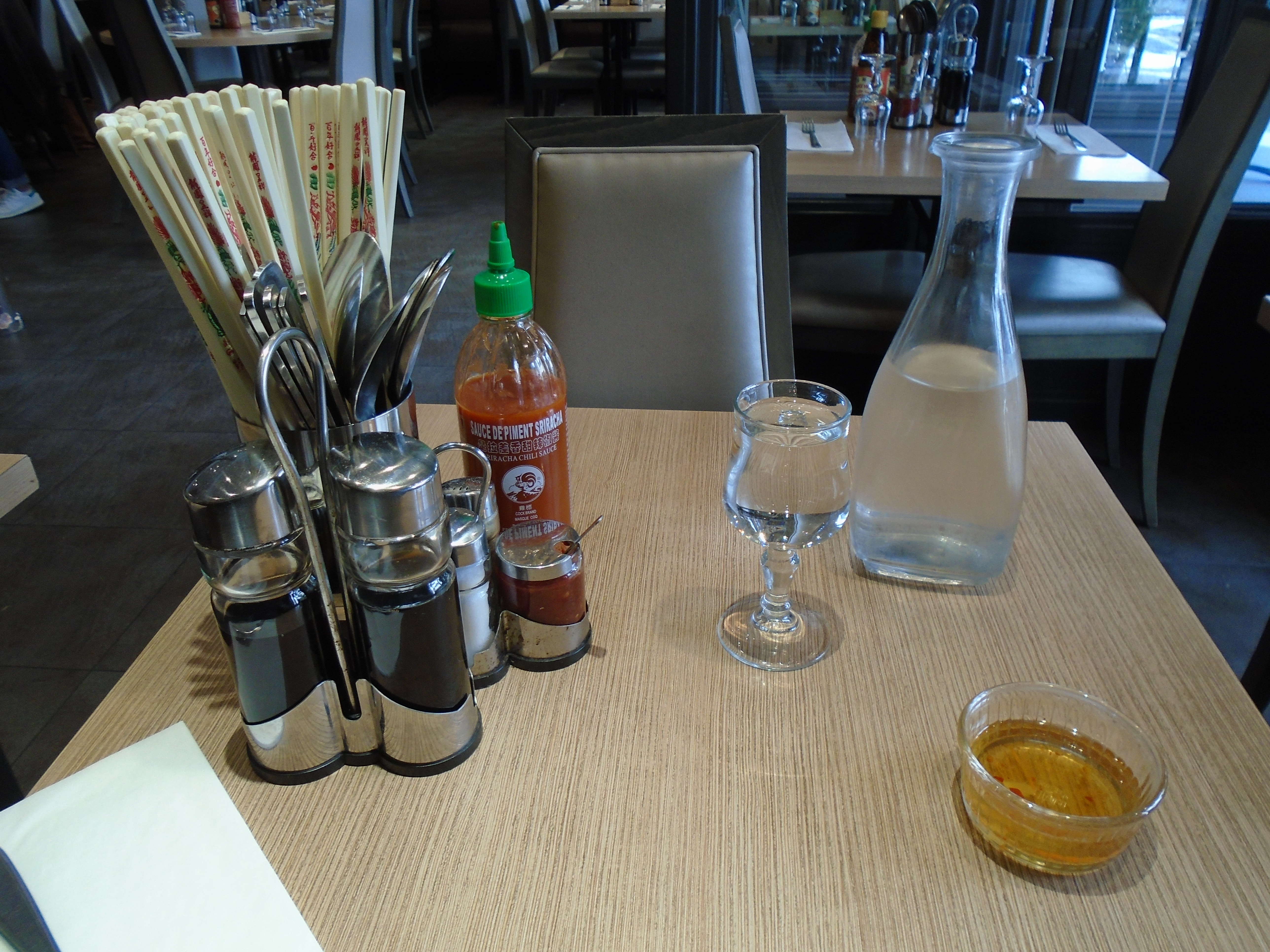
عدد من التوابل الفيتنامية بما في ذلك nước mắm

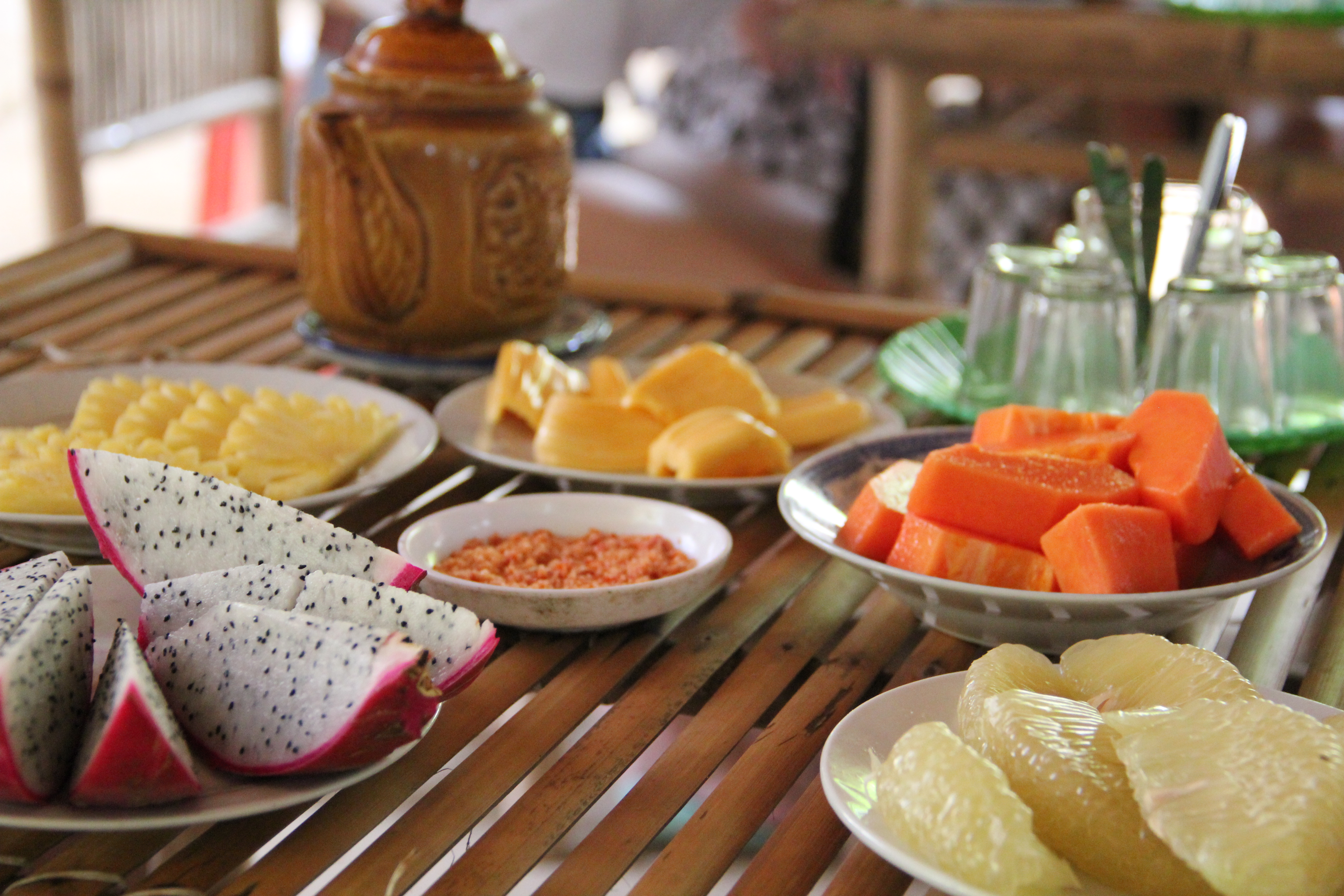
مجموعة متنوعة من الفواكه الفيتنامية

يعكس المطبخ الفيتنامي نمط الحياة الفيتنامي، بدءًا من طريقة التحضير وحتى طريقة تقديم الطعام. لقد مرت الغالبية العظمى من الشعب الفيتنامي بمراحل طويلة من الحرب والصراع السياسي فضلاً عن التحولات الثقافية مما أدى إلى أن تعيش الغالبية العظمى من الشعب الفيتنامي في فقر. ولذلك فإن مكونات الطعام الفيتنامي غالباً ما تكون غير مكلفة، ومع ذلك فإن الطريقة التي يقومون بها بطهيها معاً لخلق توازن بين الين واليانغ تجعل الطعام بسيط المظهر و غني بالنكهة.
أصبحت الاستفادة القصوى من المكونات لتوفير المال تقليدًا في المطبخ الفيتنامي بسبب الظروف الاقتصادية. في العقود السابقة وحتى في الوقت الحاضر خصوصًا في المناطق الريفية، يُستخدم كل جزء من البقرة -من لحم العضلات إلى الأمعاء- ولا يُهدر أي شيء منها. تُطهى القطع عالية الجودة من الحيوانات التي تُربى في المزارع (الأبقار والخنازير) في أطباق مقلية أو حساء أو أطباق أخرى. في حين تستخدم القطع الثانوية في النقانق الدموية أو الحساء. وينطبق الشيء نفسه على الخضروات مثل البصل الأخضر، حيث يُقطّع الجزء الورقي إلى قطع صغيرة تستخدم لإضافة نكهة إلى الطعام بينما تُعاد زراعة الساق والجذور المقرمشة.
Nước mắm (صلصة السمك) هي البهارات الأكثر استخداما وشهرة في الطبخ الفيتنامي. وهي مصنوعة من الأسماك النيئة المخمرة ويكون تقديمها مع معظم الأطباق الفيتنامية. لا تشتهر المأكولات الفيتنامية بالمكونات ذات الجودة العالية بل تشتهر بالمكونات البسيطة وغير المكلفة للغاية التي تخلط بأسلوب إبداعي لإعداد أطباق ذات نكهة جريئة. عادة ما تشتمل الوجبة الفيتنامية الجنوبية التقليدية على cơm trắng (أرز أبيض عادي) و cá kho tộ (سمك السلور في وعاء فخاري) و canh chua cá lóc (حساء حامض مع سمك رأس الأفعى) ولا تكتمل بدون صلصة السمك التي تُقدّم كتوابل. قليلًا ما يُأخذ المظهر بعين الإعتبار عند تحضير الأطباق ولكن تقدم على الطراز العائلي ليكون الجميع مجتمعين معاً بعد يوم طويل من العمل. ثَبُتَ أن طهي السمك ثم تقديمه في نفس القدر الفخاري وهو تقليد قديم.
مع أن فيتنام دولة صغيرة في جنوب شرق آسيا، إلا أنّ الأطعمة من كل منطقة فيها تحمل خصائصها المميزة والفريدة التي تعكس الظروف الجغرافية والمعيشية للناس هناك. تتكون الوجبة الفيتنامية الجنوبية التقليدية من مكونات طازجة لا يمكن أن توفرها إلا منطقة دلتا ميكونج الخصبة، مثل سمك السلور (cá ló ) ومجموعة واسعة من الفاكهة الاستوائية مثل المانجوستين والمانجو وفاكهة التنين. النظام الغذائي في الجنوب هو نظام "أخضر" للغاية، حيث يتكون من الخضراوات والأسماك والفواكه الاستوائية كمكونات رئيسية.
تعد منطقة وسط فيتنام هي المنطقة التي يُعدُّ الطعام بأقوى النكهات وأكثرها جرأة. تعيش هذه المنطقة ظروفًا جوية قاسية باستمرار على مدار العام، لذا لا يتوفر لدى الناس هناك الكثير من المكونات الخضراء كما يتوفر لدى الآخرين في شمال وجنوب فيتنام. وبدلاً من ذلك، يُعرف الساحل المحيط بمنطقة وسط فيتنام بصناعات الملح وصلصة السمك. وهذان النوعان من التوابل يشكلان عنصراً أساسياً في نظامهم الغذائي اليومي.
المطبخ الفيتنامي الشمالي متأثر بدرجة قوية بالثقافة الصينية وطبقه الشهير هو الفو (phở). إن الأرز هو العنصر الأساسي في النظام الغذائي في جنوب فيتنام في حين أن المعكرونة هي الأساس بالنسبة لسكان الشمال . بسبب الاختلافات الجذرية في المناخ وأنماط الحياة عبر المناطق الثلاث الرئيسية في فيتنام فإن أطعمتها تختلف كثيرًا. يعتبر المطبخ الفيتنامي الشمالي الأقل جرأة وتوابلًا مقارنة بالأطعمة من وسط وجنوب فيتنام.

### الوجبة العائلية الفيتنامية النموذجية

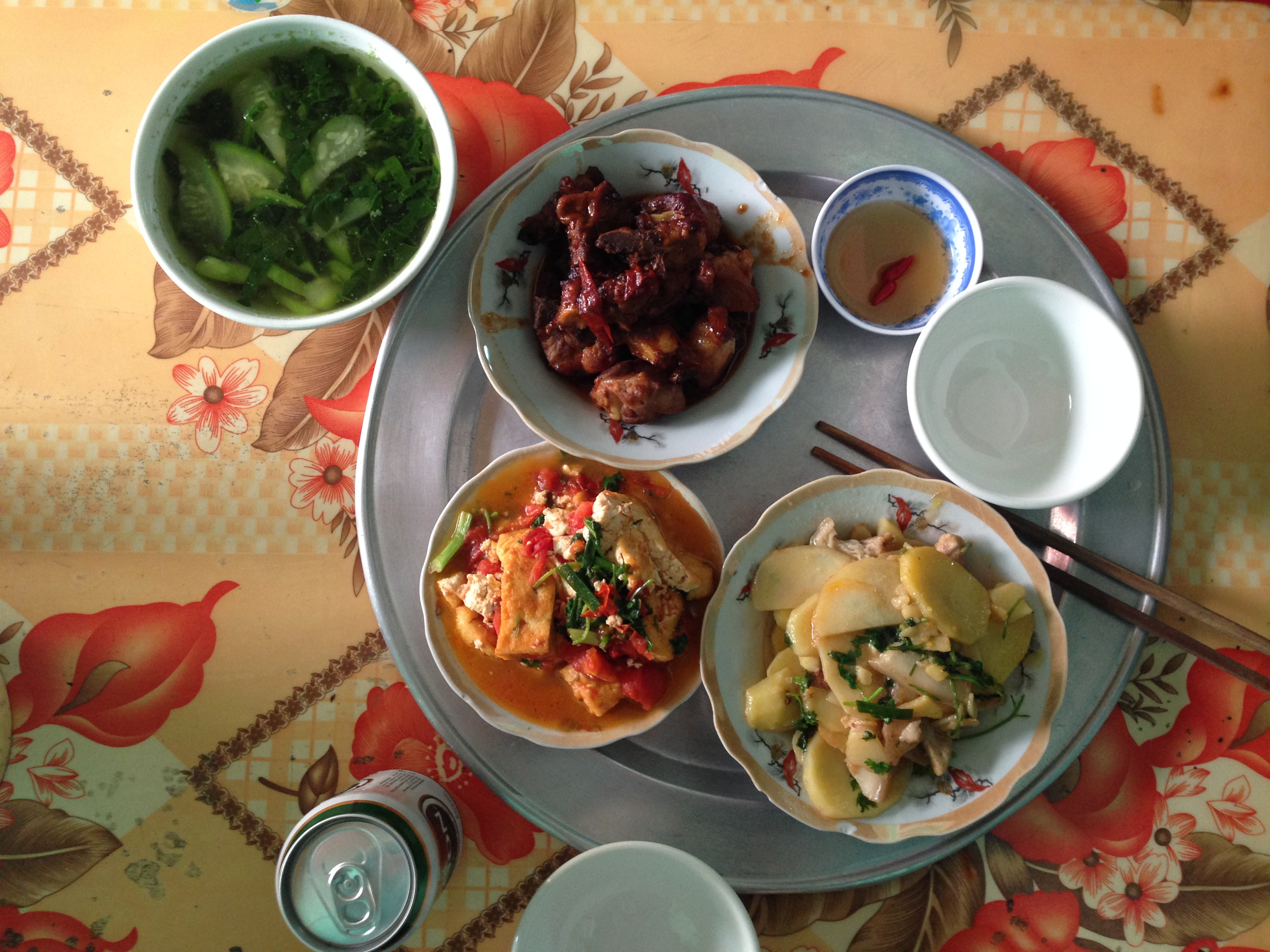
وجبة عائلية فيتنامية حديثة نموذجية كان تقديمها على صينية معدنية مستديرة. أطباق مطبوخة من مكونات محلية ومستوردة متنوعة تشمل ضلوع لحم الخنزير والتوفو والبطاطس والطماطم والقرع والبازيلا البيضاء وصلصة السمك مع الفلفل الحار

الوجبات اليومية للشعب الفيتنامي تختلف تمامًا عن الأطعمة الفيتنامية التي تُقدم في المطاعم أو الأكشاك. تتضمن الوجبة النموذجية للعائلة الفيتنامية ما يلي: 
- كوم تونغ: أرز أبيض مطبوخ
- الأطباق الرئيسية التي يمكن تناولها مع الأرز: الأسماك/المأكولات البحرية واللحوم والتوفو (مشوي أو مسلوق أو مطهو على البخار أو مطهو أو مقلي مع الخضار)
- راو: خضروات خضراء طازجة مقلية أو مسلوقة أو نيئة
- كانه (مرق شفاف مع الخضار وغالباً اللحوم أو المأكولات البحرية) أو أنواع أخرى من الحساء
- صلصات التغميس الفيتنامية(Nước chấm): صلصات الغمس والتوابل حسب الأطباق الرئيسية، مثل صلصة السمك النقية أو صلصة السمك بالزنجبيل أو صلصة السمك بالتمر الهندي أو صلصة الصويا أو الملح والفلفل مع عصير الليمون أو الملح والفلفل الحار
- طبق صغير من المخللات، مثل الباذنجان المملح أو الملفوف الأبيض المخلل أو البابايا المخللة أو الثوم المخلل أو براعم الفاصوليا المخللة
- الأطعمة أو الحلويات: الفواكه الطازجة أو المشروبات أو الحلويات، مثل الشي.

تُعد جميع الأطباق مشتركة ويجب تقاسمها في منتصف الطاولة باستثناء أطباق الأرز الفردية. ومن المعتاد أيضًا أن يطلب/ينتظر الشباب من كبار السن أن يأكلوا أولاً وأن تقوم المرأة التي تجلس بجوار وعاء الأرز مباشرة بتقديم الأرز للآخرين. كما ينبغي على الناس "دعوة" الجالسين على الطاولة للاستمتاع بالوجبة (كأن يقولوا "استمتع بوجبتك") وذلك بالترتيب من كبار السن إلى الشباب. كما يقومون أيضًا بجمع الطعام لبعضهم البعض كنوع من الرعاية.

### وليمة

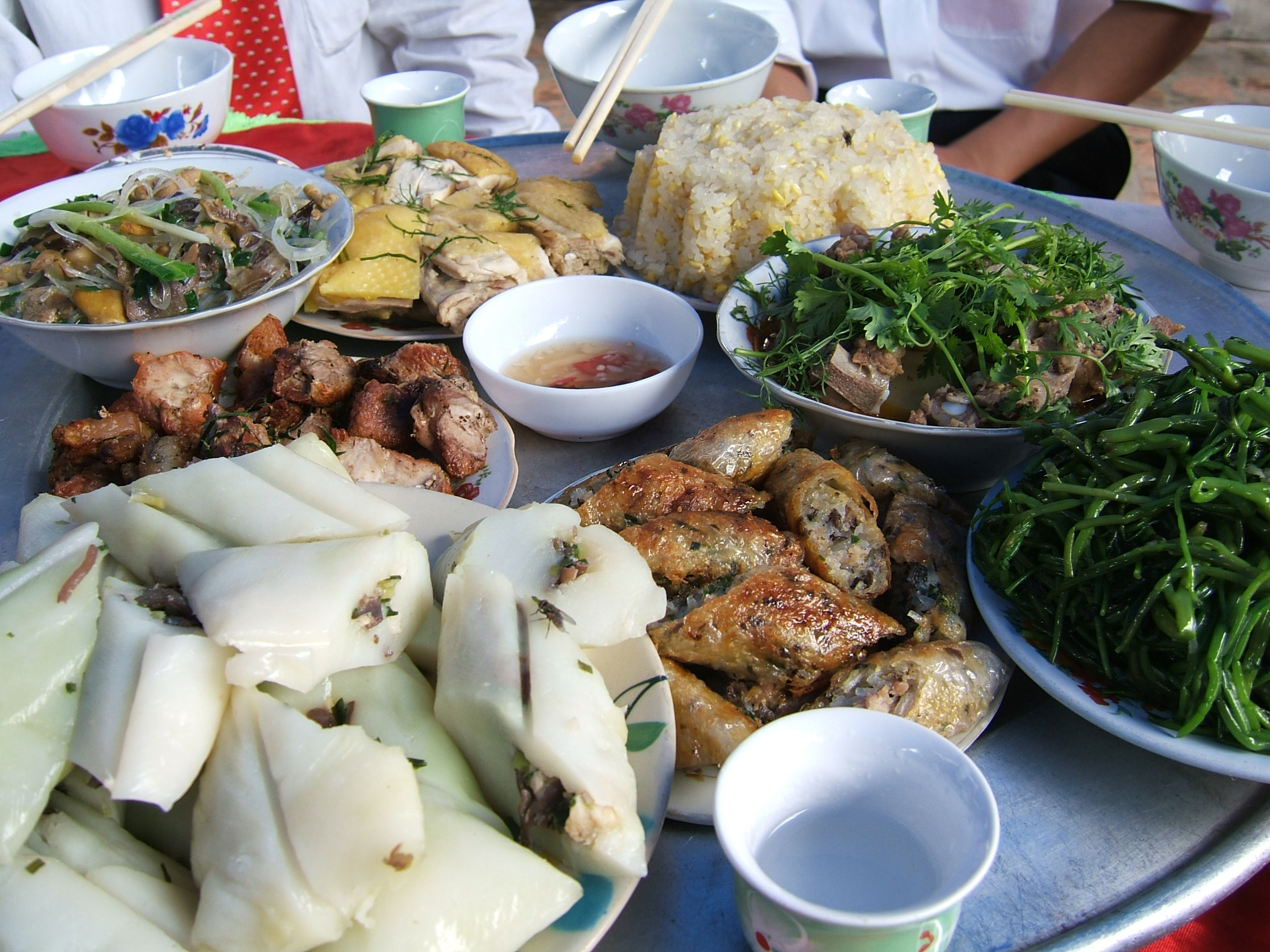
وليمة نموذجية لطاولة واحدة (6-8 أشخاص) في حفل الخطوبة (Ăn hỏi) من شمال فيتنام الإقليمية

وليمة (الفيتنامية: cỗ ، tiệc) هو حدث مهم للعائلات أو القرى، وعادة ما يصل المشاركون فيه إلى 12 شخصًا لكل طاولة. تُعدّ الوليمة لحفلات الزفاف والجنازات والمهرجانات، بما في ذلك مراسم تمني طول العمر. تُستبدل الأطعمة العادية في العيد، باستثناء الأرز المسلوق.
تتكون الوليمة الفيتنامية من طبقين: الطبق الرئيسي ( món mặn - طبق مالح) والحلوى ( món ngọt -طبق حلو). يتشارك الجميع كل الأطباق بصفة جماعية باستثناء أطباق الأرز التي تقدم بطريقة فردية. تُقدم كافة أصناف الأطباق الرئيسية في وقت واحد بدلاً من تقديمها واحدةً تلو الأخرى. يوضع الطبق الأساسي في وسط الطاولة، وعادة ما يكون عبارة عن أواني كبيرة من الحساء أو قدر ساخن.
تتكون الوليمة الأساسية ( cỗ một tầng ) من 10 أطباق: خمسة تقدم في أوعية (năm bát): bóng (جلد الخنزير المجفف miến )و (معكرونة السيلوفان) و măng (mọc الخيزران) و(كرات اللحم) chim أو gà tần (أطباق حساء الطيور أو الدجاج). وخمسة تقدم على أطباق (năm đĩa): giò (النقانق الفيتنامية) و chả و gà أو vịt luộc (دجاج مسلوق أو بطة) و nộm (سلطة فيتنامية) و xào (أطباق مقلية). يعتبر هذا النوع من الأعياد تقليديًا ويقام تنظيمه فقط في شمال فيتنام. وتوجد أنواع أخرى منه في وسط وجنوب فيتنام.
أربعة أطباق أساسية في عيد تيت هي chả giò (لفائف الربيع) nem (في شمال فيتنام يشير nem إلى لفائف الربيع وتسمى nem cuon أو nem ran وفي جنوب فيتنام يشير nem بوجه رئيسي إلى nem chua أي لفائف لحم الخنزير المخمرة و تشير ninh لأطباق الحساء والمأكولات وتشير mọc لحساء المعكرونة). تشمل الوليمة المقدمة للأجداد في هذا الوقت الأرز اللزج والدجاج المسلوق ونبيذ الأرز الفيتنامي والأطعمة الأخرى المفضلة لدى الأجداد. وتقدم الهدايا قبل مغادرة الضيوف للحفل.

### المطبخ الملكي

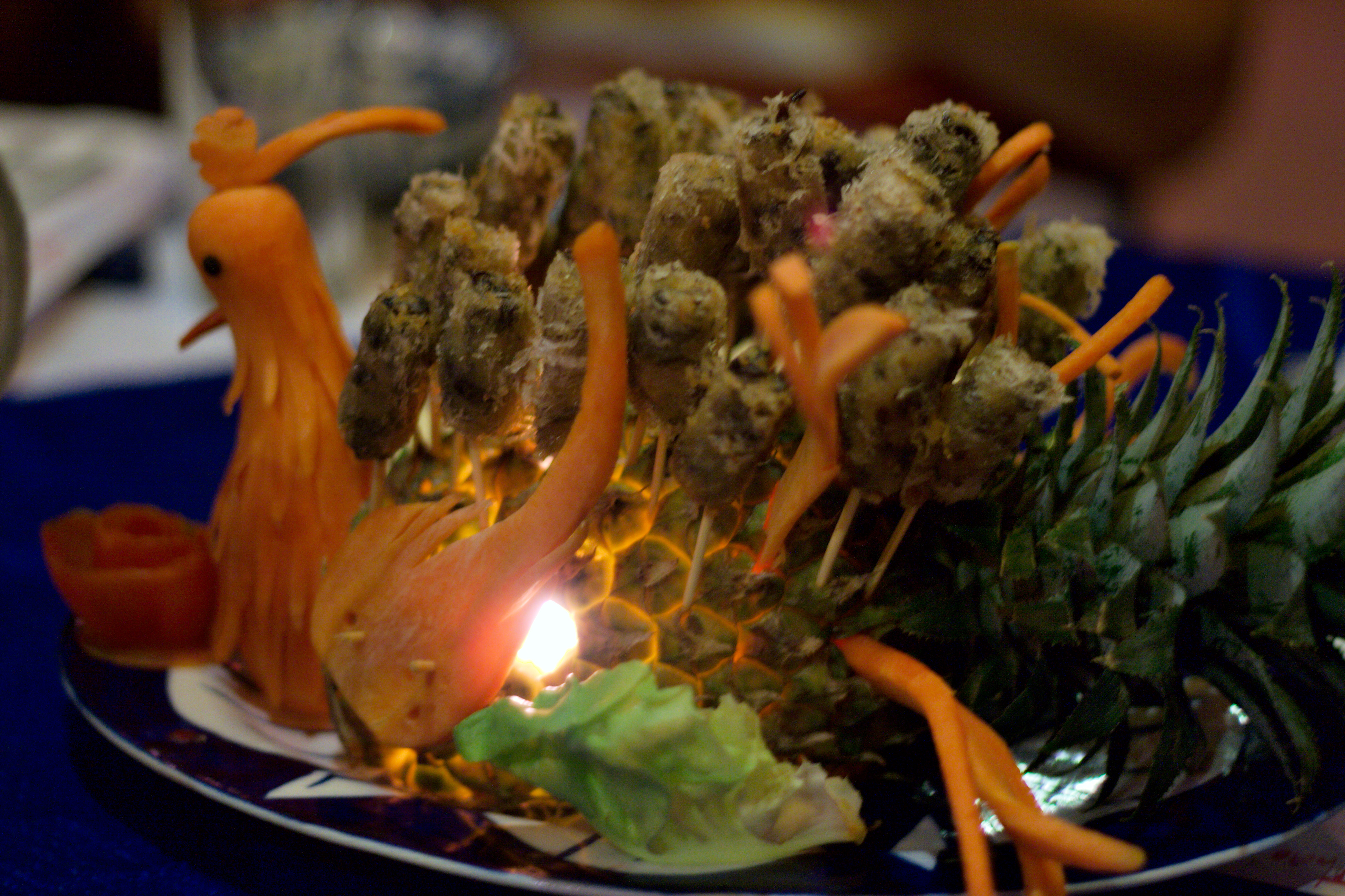
Nem công (لفائف الربيع الطاووسية) هو طبق ملكي معروف في هوي

في عهد أسرة نجوين، اختيرَ أفضل 50 طاهياً من جميع أنحاء المملكة للمشاركة في مجلس ثونغ ثين Thượng Thiện لخدمة الملك. كان هناك ثلاث وجبات في اليوم - 12 طبقًا في الإفطار و 66 طبقًا للغداء والعشاء (بما في ذلك 50 طبقًا رئيسيًا و 16 حلوى). كان الطبق الأساسي هو حساء عش الطائر (حساء tổ yến ). ومن بين الأطباق الأخرى زعانف القرش (vi cá)، أذن البحر (bào ngư)، وتر الغزال (gân nai)، أيدي الدببة (tay gấu)، وجلد وحيد القرن (da tê giác). كان الماء يأتي من بئر هام لونغ Hàm Long أو من معبد باو كوك(Báo Quốc) أو من بئر كام لو (Cam Lồ)بالقرب من قاعدة جبل ثوي فان (Thúy Vân) أو من منبع رنهر هونغ (Hương). كان الأرز مجموعة متنوعة من حقل آن كو (An Cựu )الإمبراطوري للأرز. كانت الأواني الفخارية المستخدمة لطهي الأرز (Phước Tích) تستخدم مرة واحدة فقط قبل التخلص منها. لم يُسمح لأحد بالاقتراب من الأطباق المطبوخة باستثناء الطهاة و أعضاء مجلس الإدارة في ثونغ ثين. قدمت الأطباق أولاً للخصيان ثم لزوجات الملك وبعد ذلك يكون تقديمها للملك. وكان الملك يستمتع وحده بالوجبات (ngự thiện) في مكان مريح مليء بالموسيقى.

## الأهمية الثقافية
يستخدم الملح كحلقة وصل بين عالمي الأحياء والأموات. يستخدم بان فو ثي لتذكير الأزواج الجدد بالكمال والانسجام في حفلات زفافهم. في كثير من الأحيان يوضع الطعام على المذبح الأجداد كقربان للموتى في المناسبات الخاصة (مثل رأس السنة القمرية الجديدة). يلعب الطبخ والأكل دورًا مهمًا للغاية في الثقافة الفيتنامية.

### الأمثال
ترد كلمة "أن" (أكل) في عدد كبير من الأمثال فيتنام ولها نطاق واسع من الامتدادات الدلالية. وهذه بعضها:
- Ăn trông nồi, ngồi trông hướng ("تحقق من حالة وعاء الأرز عند تناول الطعام و راقب الاتجاه الذي تجلس فيه.") ويعني هذا المثل أن تكون حذرا من الأخطاء المحتملة.
- Ăn theo thuở, ở theo thì (كُل حسب الموسم وعِش حسب الموسم) ويعني هذا المثل أن يعيش المرء وفقا لحدوده وظروفه الاجتماعية.
- Cha ăn mặn، con khát nước ("إذا أكل الأب طعاما مالحا، سيعطش الأطفال.") ويعني هذا المثل أن الأفعال السيئة ستجلب لاحقا الحظ السيئ أو ستأدي لعواقب للأحفاد.
- Nhai kĩ no lâu, cày sâu tốt lúa ("المضغ بعناية يُشعر بالشبع لفترة أطول ، والحرث العميق أفضل للأرز") ويعني هذا المثل أن الدقة في التنفيذ تحقق نتائج أفضل من الإجراءات المتسرعة.
- Học ăn, học nói, học gói, học mở ("تعلم كيف تأكل وكيف تتحدث وكيف تلف وكيف تفتح") ويعني هذا المثل أن كل شيء يحتاج إلى التعلم حتى أبسط الأشياء، بدءً من "كيف تأكل" بأدب.

كما أن العديد من الأقوال الفيتنامية تستعمل الأكل كرمز للعلاقة الخاصة:
- Ông ăn chả, bà ăn nem ("هو يأكل كرات اللحم وهي تأكل السبرينغ رول") ويعني هذا القول أن الزوج والزوجة على علاقة غرامية.
- Chán cơm thèm phở ("تعِب من الأرز ويريد حساء المعكرونة") ويعني هذا القول أن الرجل يشعر بالملل من زوجته ومعجب بفتاة أخرى.
- Ăn bánh trả tiền ("إذا أردتَ أكل وجبة خفيفة فعليك تدفع المال") ويعني هذا القول أن على الرجل الدفع قبل علاقة غرامية. (أي أن الوجبة الخفيفة تشير للعاهرة)
- Ăn vụng không biết chùi mép ("أكل في الخفاء ونسي تنظيف فمه") ويعني هذا القول أن خيانتًا حدثت ولكن أثرًا قد تُرِكَ.

## الشعبية الدولية
يتوفر المطبخ الفيتنامي على نطاق واسع في البلدان خارج فيتنام التي تضم تجمعات كبيرة من المهاجرين الفيتناميين مثل أستراليا والولايات المتحدة وكندا وفرنسا. كما يحظى المطبخ الفيتنامي بشعبية في اليابان وكوريا وجمهورية التشيك وسلوفاكيا وألمانيا والمملكة المتحدة وبولندا والفلبين وروسيا وفي المناطق ذات الكثافة السكانية الآسيوية.
لقد ازدادت شعبية البرامج التلفزيونية التي تعرض الطعام الفيتنامي. يقدم لوك نجوين من أستراليا حاليًا برنامجًا تلفزيونيًا (لوك نجوين الفيتنامي) مخصصًا لعرض وتعليم طهي الأطباق الفيتنامية.
وفي برنامج سباق شاحنات الطعام العظيم، حصلت شاحنة ساندويتشات فيتنامية تدعى شاحنة نوم نوم على أكبر قدر من المال في الحلقات الخمس الأولى.
كتب أنتوني بوردان:
لا داعي للبحث عن طعام رائع في فيتنام فالطعام الرائع سيجدك. إنه في كل مكان. في المطاعم والمقاهي والواجهات الصغيرة وفي الشوارع. كما تُنقل في مطابخ متنقلة على مشابك تحملها البائعات. وسيدعوك سائق الدراجة الخاص بك إلى منزله وسيرغب مرشدك في اصطحابك إلى مكانه المفضل. سوف يسارع الغرباء إلى تقديم لمحة لك عن شيء يفخرون به ويعتقدون أنك يجب أن تعرفه. إنها دولة مليئة بالطهاة الفخورين الذواقين المتحمسين.
قام جوردون رامزي بزيارة فيتنام في برنامجه الواقعي "هروب جوردون العظيم - الموسم 2 الحلقة 2(2011)" ووقع في حب طعم المطبخ هناك. وخاصة الطبق الذي يسمى هوي تيؤ مِي (Hủ tiếu Mì) للسيدة ديهاي، والذي يكون إعداده وتقديمه على متن قارب صغير في سوق كاي رانغ العائم في كان ثو. بل إنه أشاد به قائلًا أنه "أعظم طبق تناولته على الإطلاق" عندما ذكره كأحد الأطباق في تحدي الإقصاء لأفضل 5 متسابقين في الموسم الرابع من برنامج أميريكان ماستر شيف الحلقة 21.

## تقنيات الطبخ

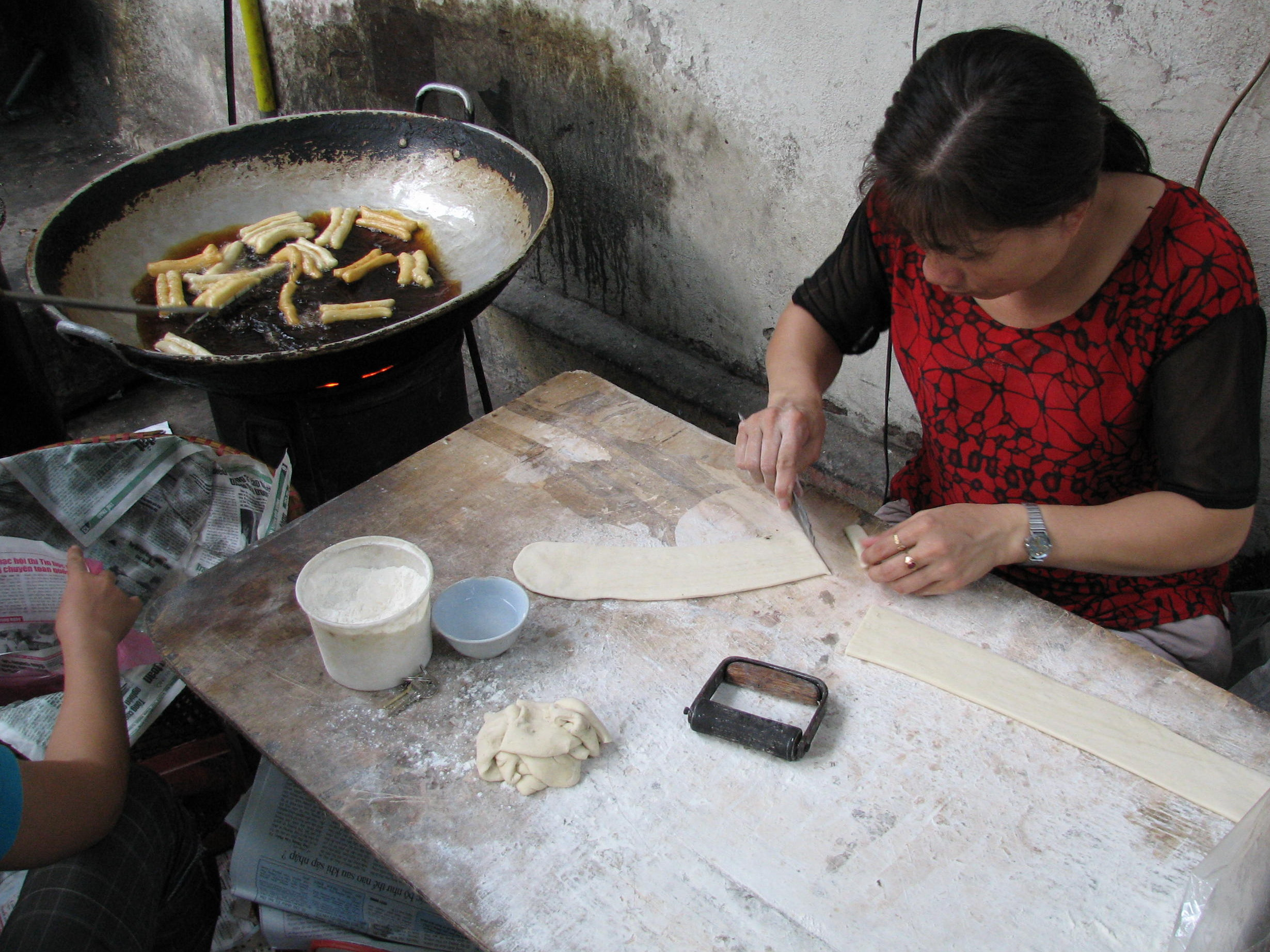
تقطيع العجين وتشكيله

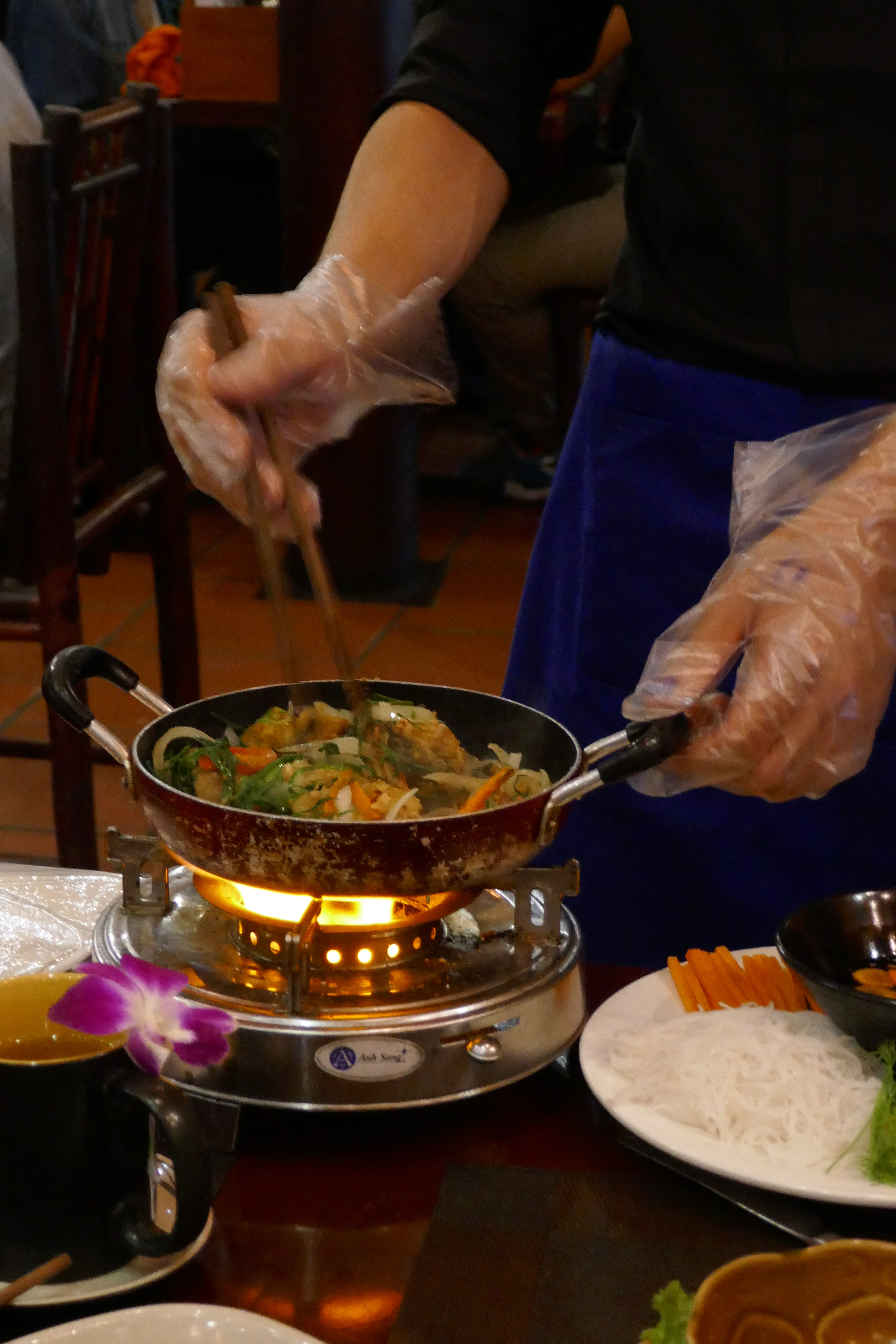
شاو (القلي السريع)

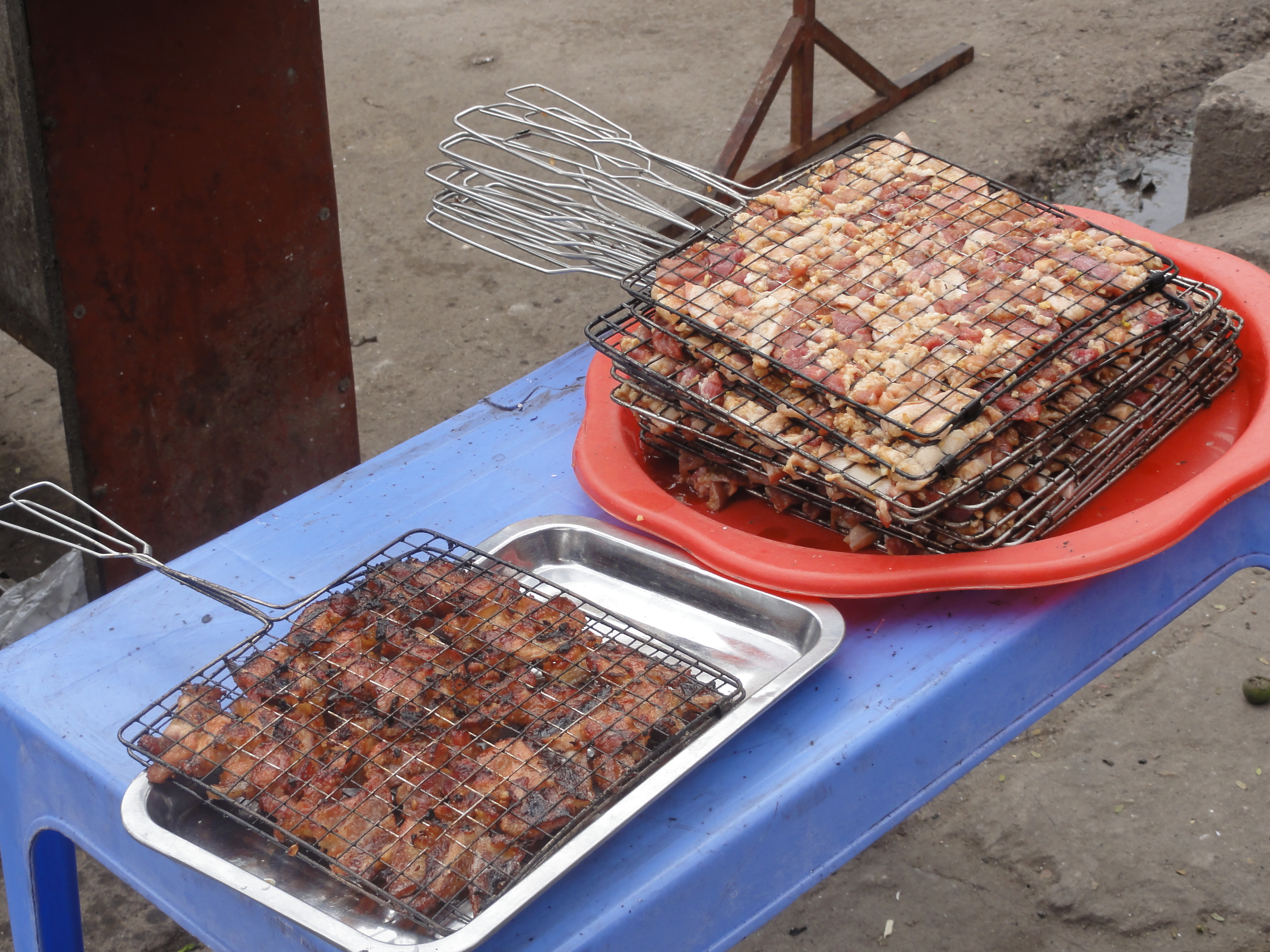
Thịt nướng (لحم الخنزير المشوي)

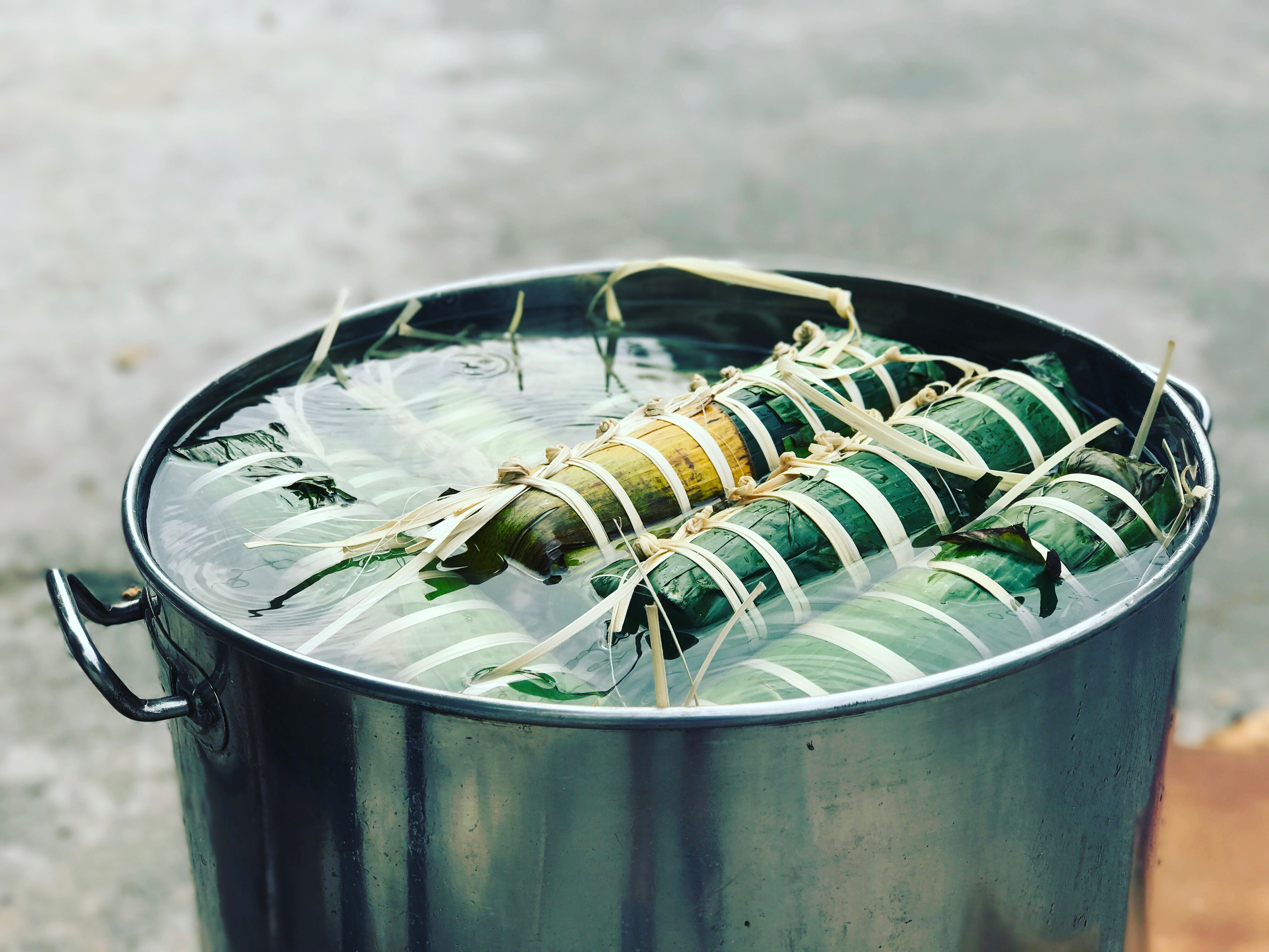
غلي Bánh tẻ (luộc) بعد لفه في ورقة (gói lá)

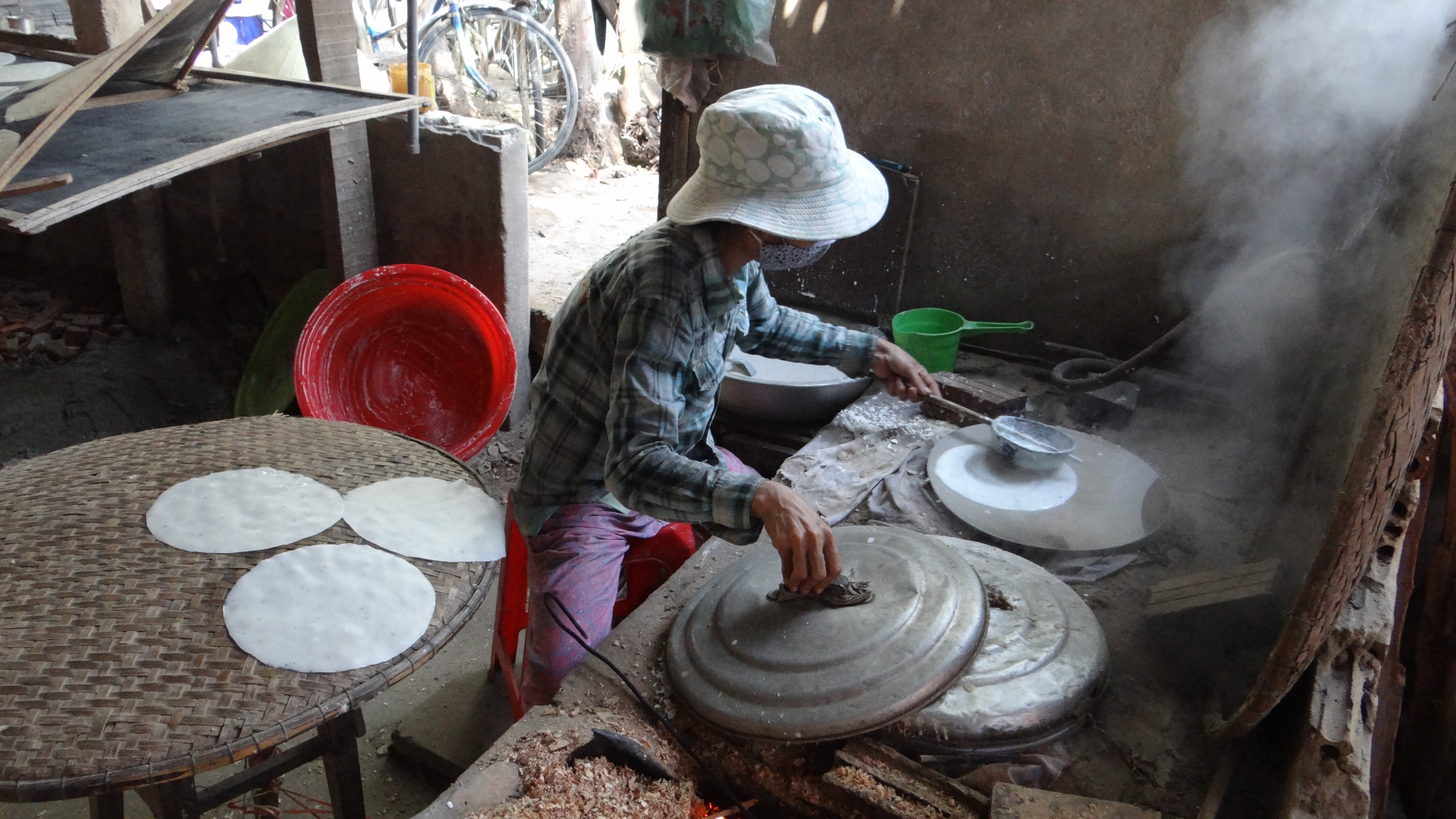
ترانج (ينثر دقيق الأرز على قطعة قماش مطهوة على البخار) بانه ترانج

تتضمن بعض المصطلحات المطبخية الفيتنامية الشائعة ما يلي:
- رَان، شيِن – الأطباق المقلية
  - شيِن نُوك مَم – مقلية ثم تُقلب مع صلصة السمك
  - شيِن بُوت – مغطاة ثم مقلية في الزيت

- رَان – الأطباق المقلية باستخدام القليل من الزيت أو بدون زيت
- آب تشاو – مقلية في المقلاة ثم تُقلب
- شاو – تقليب سريع وقلي خفيف

- - شاو توي – تقليب مع الثوم وهي طريقة شائعة لطبخ الخضروات
  - شاو سا أُت – تقليب مع عشب الليمون والفلفل الحار
  - شاو لان – تحمير سريع أو قلي سريع للحم النيء
  - شاو مانغ – طبخ أو تقليب مع براعم الخيزران

- نوي تيت – محشوة باللحم المفروم قبل الطهي
- سوت تشوا نغوت – مقلية مع صلصة حلوة وحامضة
- خُو – الأطباق المطهوة على نار هادئة
  - خُو خُو – طهي حتى تتكاثف الصلصة (يصبح جافًا تقريبًا)
  - خُو تيو/خُو جينغ/خُو رينغ – مطهوة مع حبات الفلفل/الزنجبيل/الريحان
- نَو – تعني الطهي، عادة في وعاء
  - نَو نُوك دُوا – مطهية مع ماء جوز الهند
- هَم/نينغ – الطهي البطيء مع التوابل أو مكونات أخرى
- كانغ – حساء خفيف يشبه المرق يُقدم مع الأرز
- ريم – الطهي على نار هادئة
- لُوك – السلق بالماء يكون عادة للخضروات الطازجة واللحوم
- شان/تروغ – التبخير السريع أو السلق
- هَب – الأطباق المطهوة على البخار
  - هَب سا – مطهية على البخار مع عشب الليمون
  - هَب هونغ كونغ أو هَب شي داو – طبق مطهو على البخار بأسلوب "هونغ كونغ" (أي: مع البصل الأخضر، الزنجبيل وصلصة الصويا)
- أُم – الطهي في وعاء فخاري بأسلوب شمالي
  - أُم سو – مطهو في وعاء فخاري مع الحليب
  - أُم تشوي دَاو – مطهو مع الموز الأخضر والتوفو
- جوي – أطباق السلطة، عادة مع اللحم أو السمك
- جوي لَاه – لف المكونات النيئة بورقة (غالبًا أوراق الموز) لتشكيل شكل وتعزيز الرائحة
- نُوم – سلطات، عادة بدون لحم
- نُوَنج – الأطباق المشوية
  - نُوَنج شيين – أطباق مشوية على أسياخ
  - نُوَنج أُوم ترِ – مطهية في أنابيب الخيزران على النار
  - نُوَنج موَي/نُوَنج تروِي/ثوي – مشوية على نار مفتوحة
  - نُوَنج دَت سِيت/لَاه تشوي – مطهية في قالب من الطين أو ملفوفة في أوراق الموز أو مؤخرًا باستخدام ورق المطبخ وعلى هذا تطور الأسلوب إلى "نُوَنج جيابي باك"
  - نُوَنج موِي أُت – متبلة بالملح والفلفل الحار قبل الشواء
  - نُوَنج توي – متبلة بالثوم ثم مشوية
  - نُوَنج موي هَانغ – مشوية ثم مغطاة بشحم الخنزير المذاب والفول السوداني والبصل الأخضر المفروم
- بام/بام – مزيج مقلي من المكونات المفرومة
- تشاو – أطباق عصيدة الأرز
- سوب – أطباق الحساء (وليست حساء الكانغ أو الحساء الصافي)
- رُو تي – تحميص ثم طهي اللحم على نار هادئة، عادة مع التوابل القوية
- ترايَانغ – فرد المكونات في طبقة رقيقة على سطح ساخن أو مطهو بالبخار
- كاري – أطباق الكاري أو الأطباق المشابهة للكاري
- كوي – أطباق مشوية
- لاو – أطباق الوعاء الساخن
- نهوينغ دام – مطهو في وعاء ساخن يعتمد على الخل وبعض الأنواع تشمل وعاء ساخن يعتمد على الخل وماء جوز الهند
- كوان – أي طبق يحتوي على لفائف ورق الأرز مع نودلز بون وأعشاب طازجة
- بُوَف تَاو/تَاي تشانه – لحم نيء أو مأكولات بحرية تحضّر مع الليمون أو الخل

## أدوات المائدة الفيتنامية

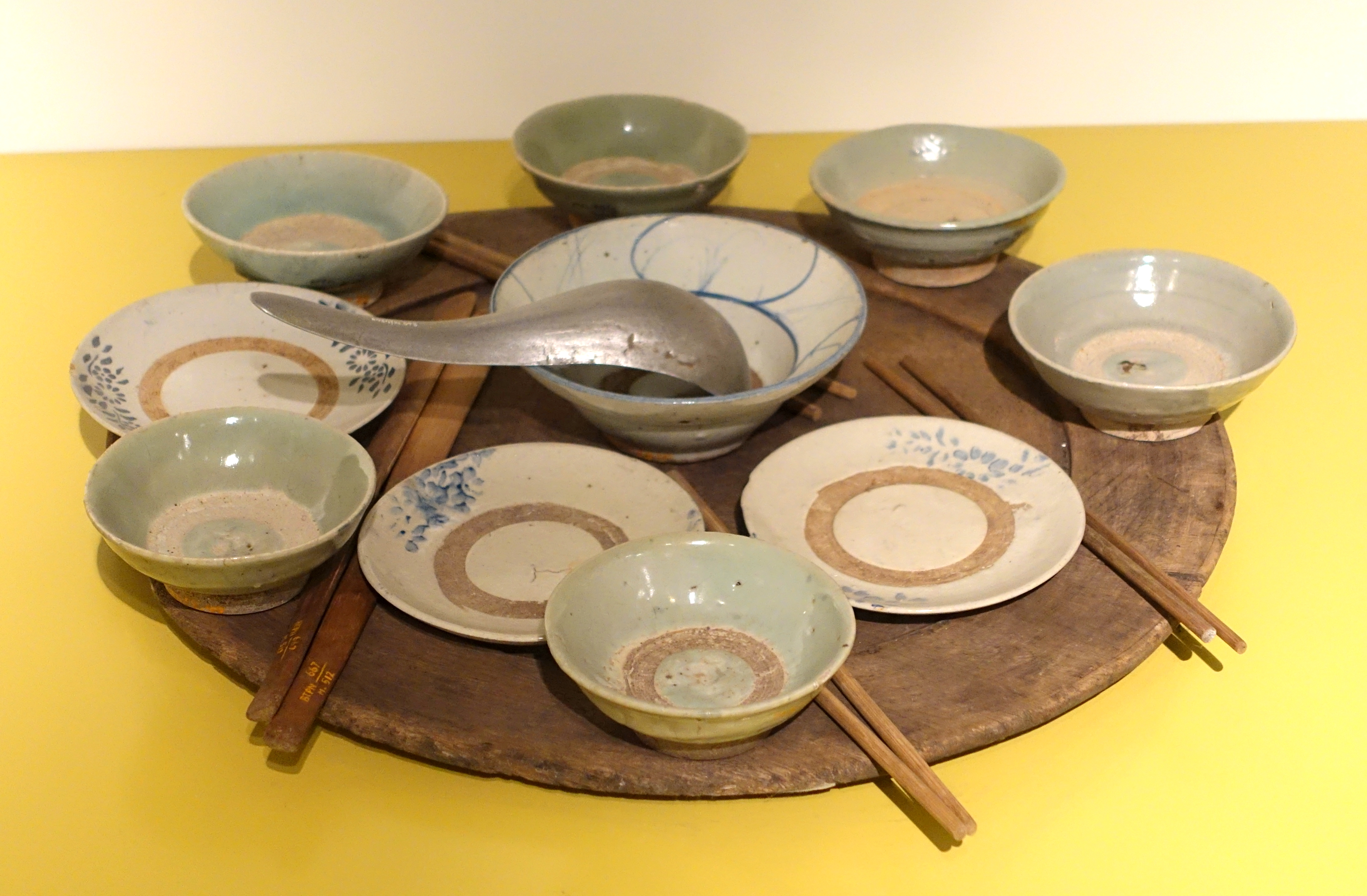
مجموعة تقليدية من أدوات التقديم المستخدمة في شمال فيتنام حتى القرن العشرين تشمل: صينية خشبية، وأوعية ذات قاع صغير (bát chiết yêu)، وأطباق من الفخار، وعيدان تناول الطعام المسطحة (لتقسيم الأرز)، وعيدان تناول الطعام والمغرفة (لمشاركة الحساء).

| - سلة بأنواع مختلفة (را أو روو) - وعاء (وعاء صغير: بات في شمال فيتنام أو شين في جنوب فيتنام ووعاء كبير: تو ) - عيدان تناول الطعام (دوا) - تشو – نوع من أجهزة التبخير لطهي الأرز اللزج - الطبخ في وعاء الفخار ‏ (ثوو دات) - كوب (كوك أو لي) - الغطاس (غاو) - سلة تجفيف مسطحة (نونج أو نيا) - سكين (داو) | - الطاحونة (الجاروشة) - الهاون (الهاون) - مدقة (شاي) - طبق (ديا أو دييا) - وعاء بأنواعه (نوي ونيو) - ملعقة (تسمى في شمال فيتنام أو موينج في جنوب فيتنام) - فنجان شاي (تاش أو شين اونغ ترا) - إبريق الشاي ( آم فا ترا) - صينية بأنواعها (مام وخاي) |

## المكونات المعتادة

### الخضروات

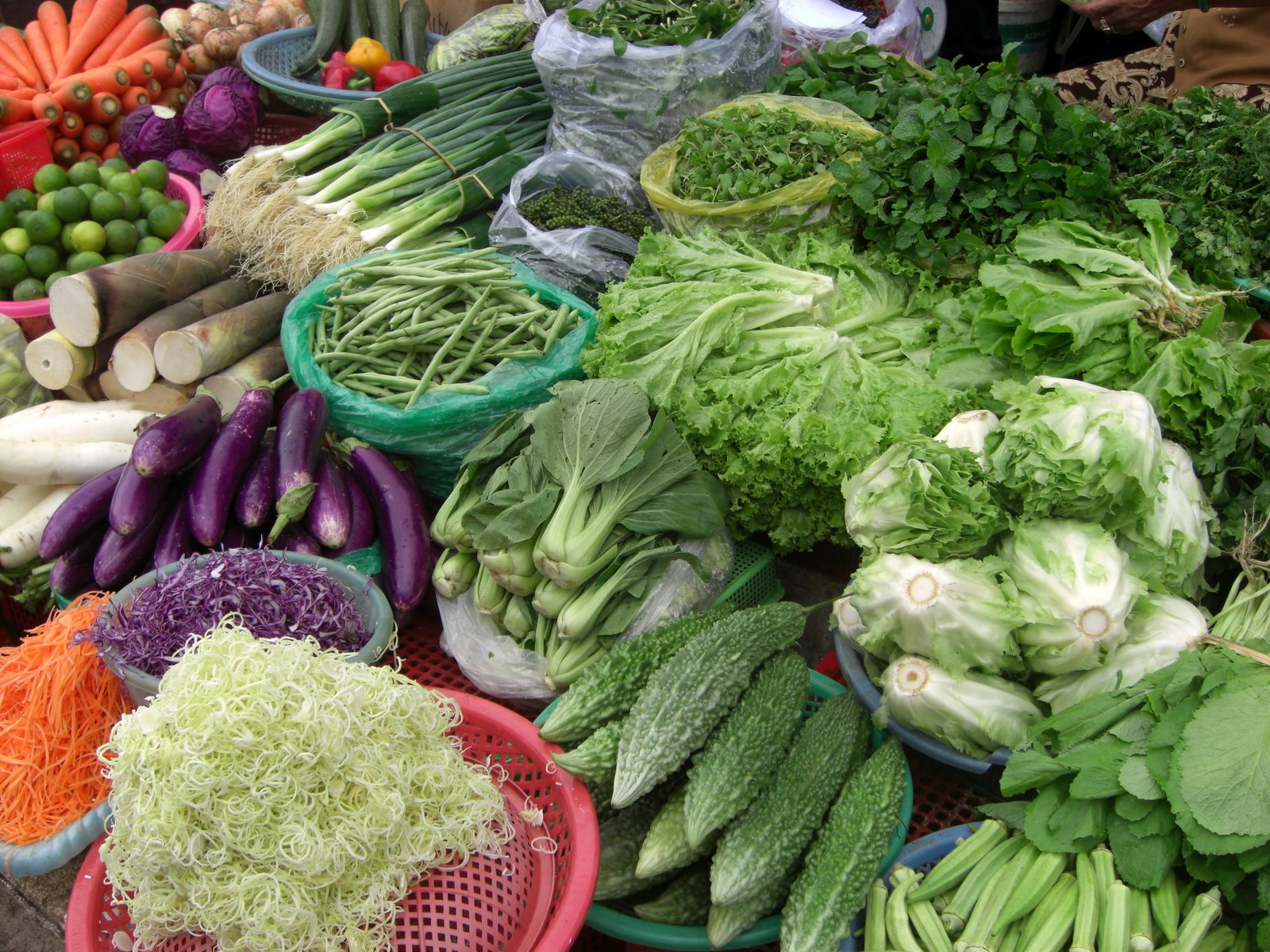
كشك لبيع الخضروات في سوق هانوي

| - البطيخ المر (خور كوا أو موِب دانغ) (اللهجات الفيتنامية الجنوبية والشمالية) - بوك تشوي (الملفوف الصيني) - الملفوف (الملفوف) - الجزر (جزرة) - القرنبيط (بونغ كاي أو سوب لو) - الكرفس (الكرفس) - سبانخ سيلان ‏ (مُوَنج توي) | - شايوتي (سو سو) - فلفل حار ( أُت) - خيار (دوا تشوت أو دوا ليو) - تاج الأقحوان (كاِع كوك أو تان أُو) - الفجل (الفجل) - الباذنجان (الباذنجان) - جيكاما (كو داو أو كو سان) | - كاتوك (راو نغوت) - تونكين الياسمين (هوا ثين لي) - قطيفة ثلاثية الألوان (راو دون دو) - الكرفس المائي (راو كان (تا)) - الجرجير المائي (سا لاش سوَانغ) - السبانخ المائية |

### الفواكه

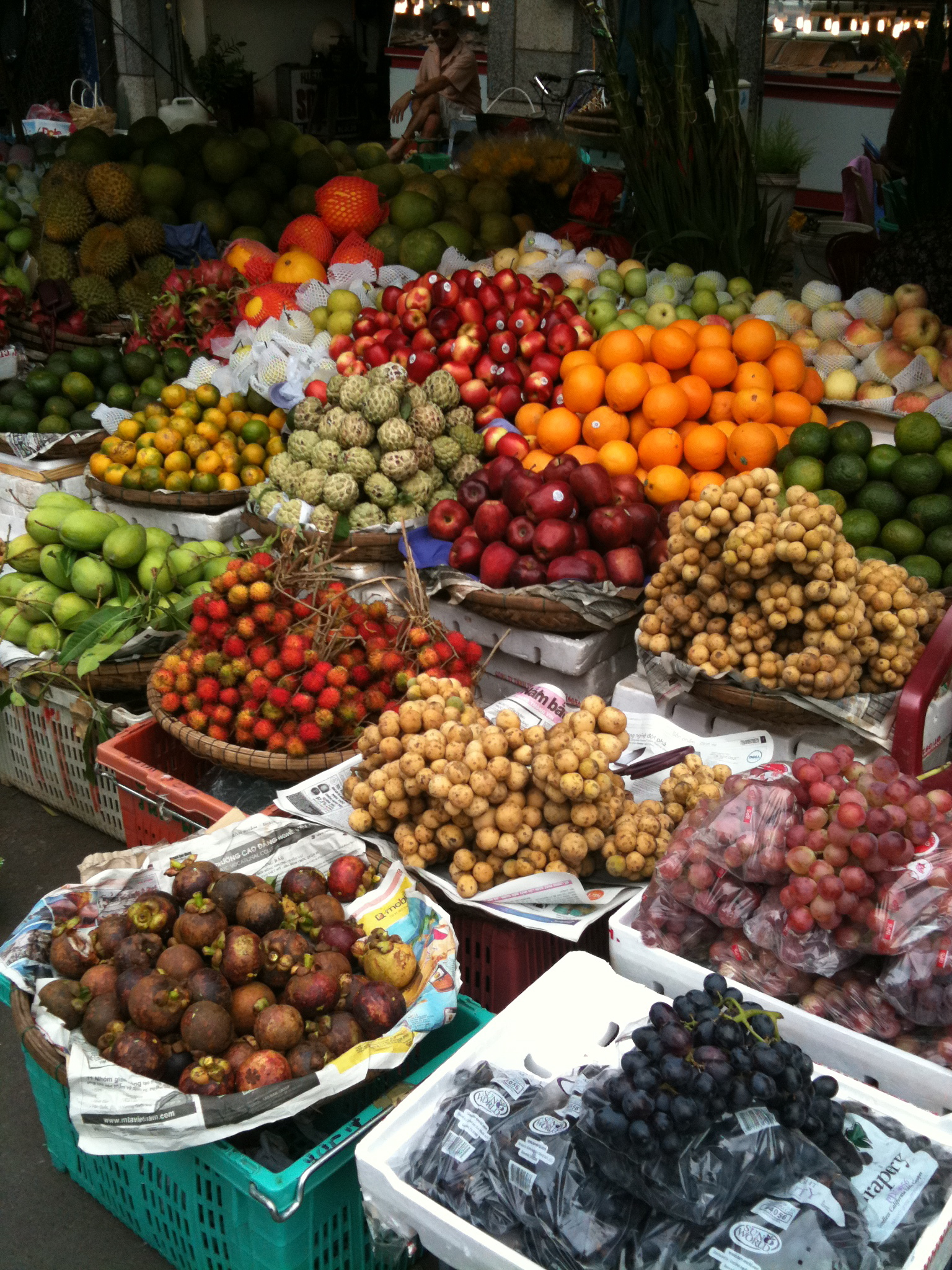
كشك الفاكهة في دا نانغ

| - أسيرولا (سوري أو كِيري) - يد بوذا (فاث تو) - كانستيل (تراي ترونغ جا) - شيريمويا (مانغ كاو تاي) - جوز الهند (جوز الهند) - التمر الصيني (تاو تاو) - تفاح الكسترد ‏ (بين باك أو مانغ كاو) - الدوريان (فاكهة) - فاكهة الحليب - الجوافة - جاك فروت (ميت) | - لانغسات ( بون بون) - لونجان (نهان) - ليتشي (أخرى) - مانجو (شواي) - المانغوستين (مانجوستين) - عنب الثعلب أوتاهايت (شام روت) - البابايا (دو دو) - الكاكي ( البرسيمون) - بيتايا - فاكهة التنين (ثانه لونغ) - البرقوق ( البرقوق) - الجريب فروت (جريب فروت) | - الرامبوتان (تشوم تشوم) - سابوديلا (هونغ شييم أو سا-بو-تشي) - سبوندياس سيثيريا (كوك) - قشطة شائكة (مانغ كاو شييم أو مانغ كاو غاي) - فاكهة النجمة - قشدة صدفية (نا أو مانغ كاو تا) - تفاحة الورد (روي في الشمال ومين دا لات في الجنوب) - فاكهة الشاي (ثانه ترا) - الطماطم (كا تشوا) - تفاحة الماء ( روي في الشمال ومان في الجنوب) - البطيخ |

### الأعشاب (راو ثوم)

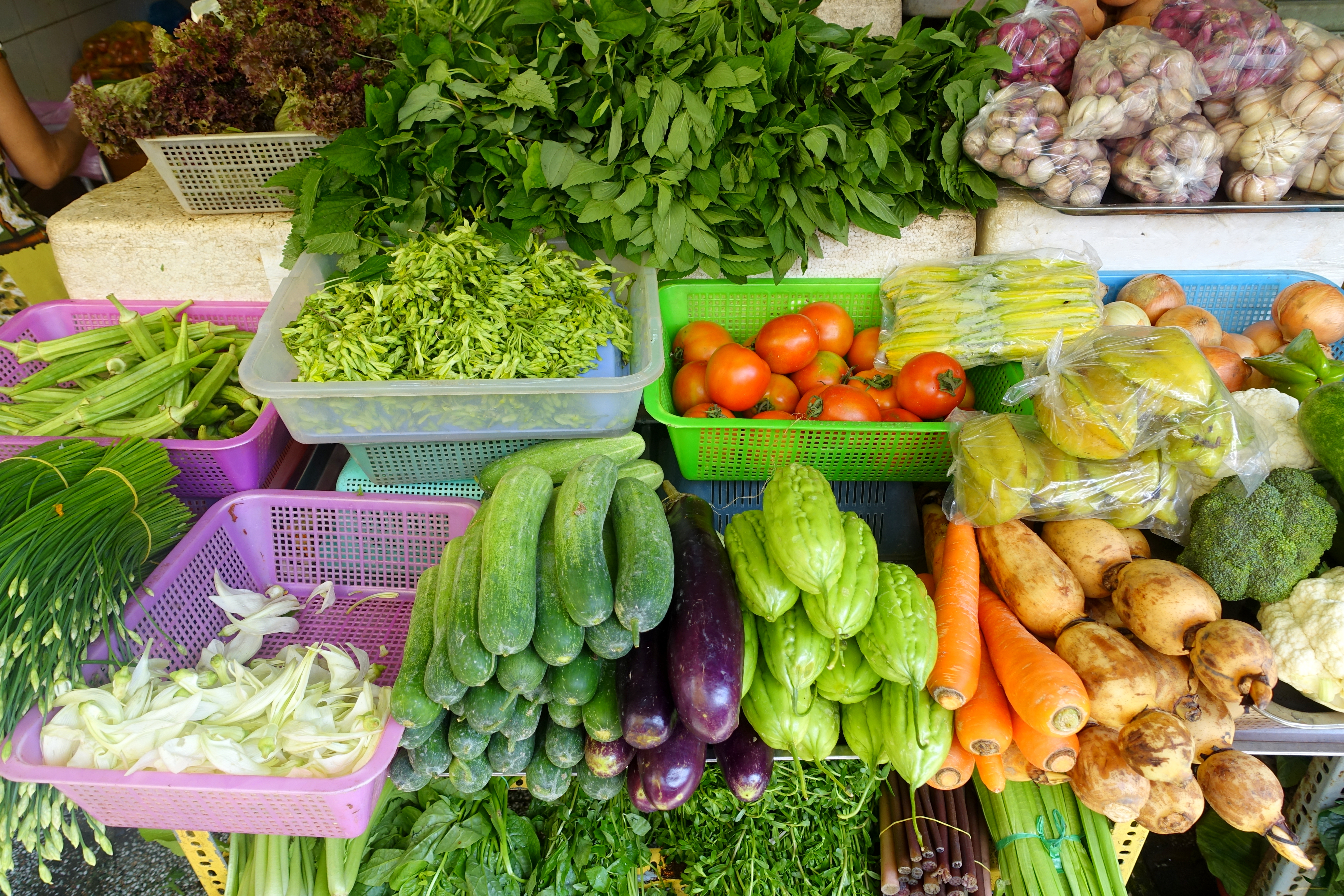
عرض الأعشاب والخضروات في سوق بن ثانه

| - جنس الثوم : - باستخدام الأوراق والزهرة: البصل الويلزي أو البصل الأخضر ( هان لا أو هان هونغ أو هان هوا) والثوم المعمر ( هت) - باستخدام البصلة: الثوم ( tỏi )، الكراث ( hành tím )، البصل ( hành tây )، Allium chinense ( củ kiệu ) والثوم المعمر ( củ nén أو hành tăm ). - لا يستخدم البصل الويلزي ( hưng cừ ) والكراث ( tỏi tây أو hành boarô ) بأسلوب تقليدي. - عائلة زنجبيلية: استخدام الزنجبيل ( gừng ) الخولنجان ( riềng ) -الخولنجان الأكبر ( riềng nếp ) يفضل على الخولنجان الأصغر ( riềng thuốc ) بسبب النكهة الأقوى- والكركم ( ngệ ) والهيل الأسود ( thảo quả ) | - بوليغونوم أفيكيولاري ( راو đắng ) - أوراق الكزبرة (الكزبرة) ( rau mùi أو ngò rí ) - عشب الليمون ( xả أو sả ) - الشبت ( ثي لا ) - الشولتسيا الهدبية ( kinh giới ) - كزبرة طويلة / كولانترو ( ngò gai أو mùi tàu ) | - عشبة الأرز ( ngòôm أو rau ngổ ) - Houttuynia cordata ( giấp cá أو diếp cá ) - البقدونس ( الكثير ) - النعناع ( (húng) bạc hà ) - بريلا ( تيا تو ) - النعناع الأخضر - الريحان التايلاندي ( rau quế أو húng quế ) يُستبدل أحيانًا بالريحان الحلو في الولايات المتحدة - النعناع الحار ( راو رام ) |

## التوابل والصلصات

### التوابل
يستخدم الفيتناميون عادة الخضروات النيئة المقطعة (راو سونغ أو راو غيم) كتوابل لأطباقهم بتناسب مع كل طبق رئيسي من حيث النكهة. الأطباق التي لا غنى عنها فيها عن الراو سونغ (الخضار النيئة) هي: بانه زيو والوعاء الساخن. تتكون الخضروات بدرجة أساسية من الأعشاب والخضروات البرية الصالحة للأكل والتي تُجمع من الغابات والحدائق العائلية. الأوراق والبراعم هي الأجزاء الأكثر استخدامًا من الخضروات. كما أن معظم الخضروات لها قيمة طبية.
تتضمن الخضروات المستخدمة على الخس وبراعم الفاصوليا النيئة والأعشاب وزهرة الموز المقطعة والموز الأخضر والسبانخ المائية وبرعم المانجو وأوراق الجوافة.

#### الأعشاب والتوابل

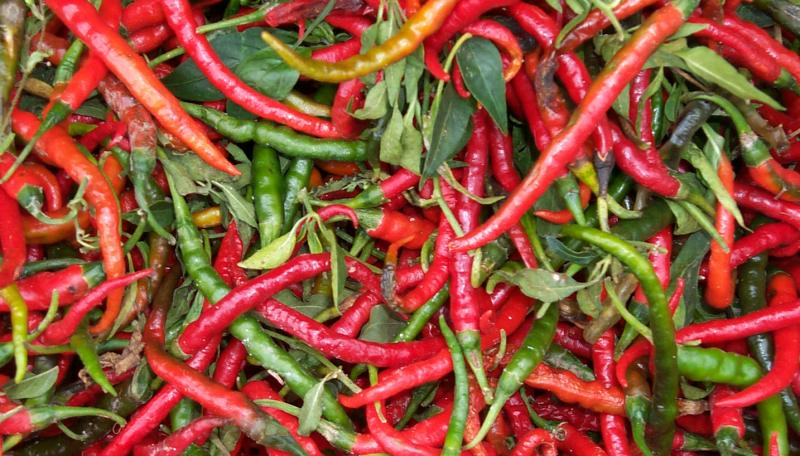
يضاف الفلفل الحار الفيتنامي إلى معظم الأطعمة وخاصة في وسط وجنوب فيتنام.

- يمكن العثور على أوراق الكزبرة والبصل الأخضر في معظم الأطباق الفيتنامية.
- إحدى التقنيات الأساسية لقلي الخضار هي قلي الثوم أو الكراث بالزيت قبل وضع الخضار في المقلاة.
- من الممكن تزيين الأطباق التي تحتوي على الأسماك بالشبت في شمال فيتنام.
- يستخدم خليط الليمون المطحون والفلفل الحار بطريقة متكررة في الأطباق التي تحتوي على لحم البقر وذلك في وسط فيتنام.
- يستخدم ماء جوز الهند في معظم أطباق الحساء في جنوب فيتنام.
- يعد مزيج الكزبرة الخضراء ( نغو غاي ) وأعشاب حقول الأرز ( نوغو أوم أو نوغو) ضروريين في جميع أنواع الحساء الحامض في جنوب فيتنام.
- يستخدم النعناع عادة مع الأطباق التي تحتوي على نكهة سمكية قوية.
- تُستخدم البريلا عادةً مع أطباق السلطعون.

#### التوابل والأطباق المقترنة بها
- دمج أطباق الدجاج مع أوراق الليمون.
- دمج أطباق السلطعون وقواقع البحر مع الأعشاب ذات الرائحة السمكية والريحان.
- دمج الأطباق المشهورة بأنها "باردة" أو "ذات رائحة السمك" مثل سمك السلور أو المحار أو القواقع مع الزنجبيل أو عشب الليمون.
- دمج أطباق لحم البقر مع الكرفس أو الأناناس.

### الصلصات
- نوك تشام
- معجون الروبيان
- يمكن استخدام مستخلص السمك كما هو أو مخلوطًا بعصير الليمون والثوم والخل والسكر والفلفل الحار. يسمى هذا الخليط صلصة السمك المخلوطة.
- يُصنع التونغ من فول الصويا المخمر.
- تُستخدم صلصة الصويا غالبًا في التتبيلات والصلصات.
- يكون استخدام صلصة هويسين في جنوب فيتنام لخلطها مع الفو أثناء التقديم.
- صلصة الفلفل الحار.

### ملونات الطعام

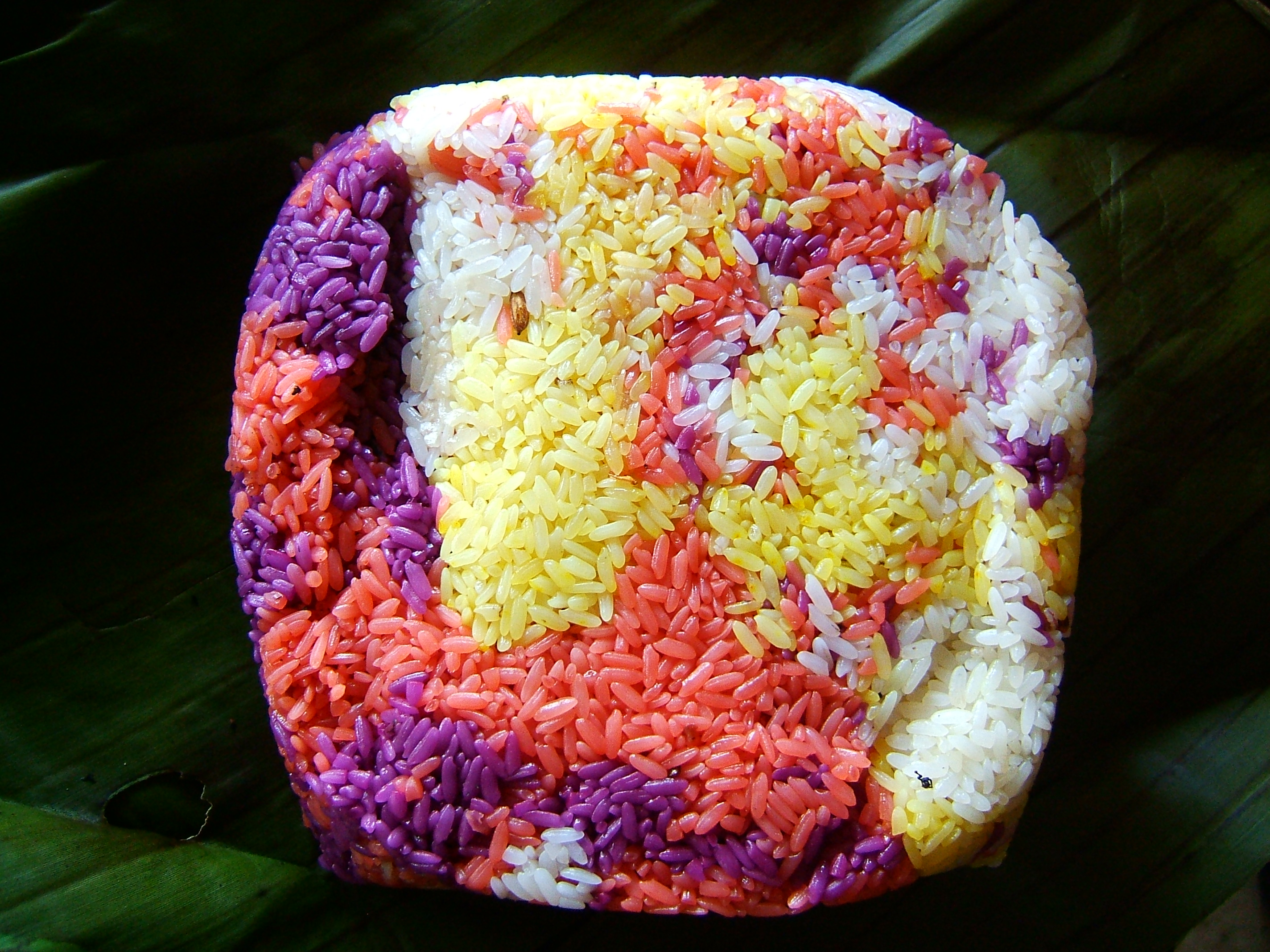
الأرز اللزج ذو الخمسة ألوان هو أرز ملون بمكونات نباتية.

يأتي تلوين الطعام الفيتنامي تقليديا من المكونات الطبيعية. ومع ذلك هناك زيادة في استخدام عوامل الصبغ الغذائي الاصطناعية لتلوين الطعام اليوم في فيتنام.
- الأحمر - عادة من الشمندر أو عن طريق قلي بذور الأناتو لصنع الزيت ( زيت الزيتون )
- البرتقال - يستخدم عادة للأرز اللزج، ويأتي من الجاك
- الأصفر – من الكركم
- الأخضر – من أوراق الباندان أو الكاتوك
- أرجواني – من نبات الماجنتا ( اللون الأرجواني )
- الأسود – في بان جاي يأتي من أوراق الرامي ( لا جاي )
- بني غامق - لأطباق الحساء -باستخدام ناوك ماو أو ناوك هانغ- والذي يقومون بتصنيعه عن طريق تسخين السكر إلى درجة حرارة أعلى من درجة حرارة الكراميل (170 °C درجة فهرنهايت).

يمكن للطعام امتصاص الملونات عن طريق خلط الملونات المطحونة أو سائل التلوين أو لف الطعام بها قبل الغليان للحصول على المستخلصات. كما يجب مراعاة أذواق وروائح الملونات عند تلوين الأطباق.

## الأطباق ذات الشعبية
عندما يشار إلى الأطباق الفيتنامية باللغة العربية فعادةً ما يكتب الاسم من ذلك الفيتنامي دون مراعاة علامات الترقيم. وقد اُعطيت بعض الأطباق أسماء وصفية باللغة العربية أيضًا.
تشمل الأطباق الفيتنامية الشعبية ما يلي:

### حساء النودلز
يتميز المطبخ الفيتنامي بمجموعة كبيرة ومتنوعة من حساء النودلز. ولكل منها تأثيرات مختلفة وأصول ونكهات مميزة. المرق الغني هو الصفة المشتركة للعديد من هذه الحساءات.

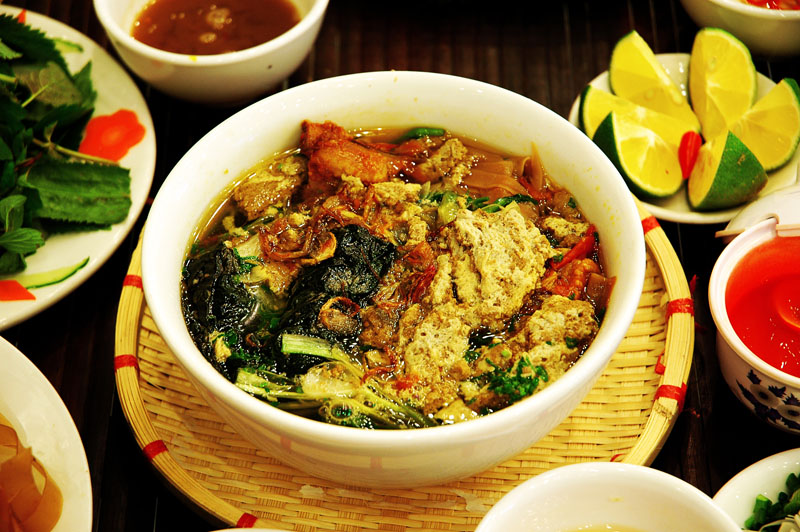
بانه دا كوا (حساء المعكرونة الحمراء بالسلطعون)

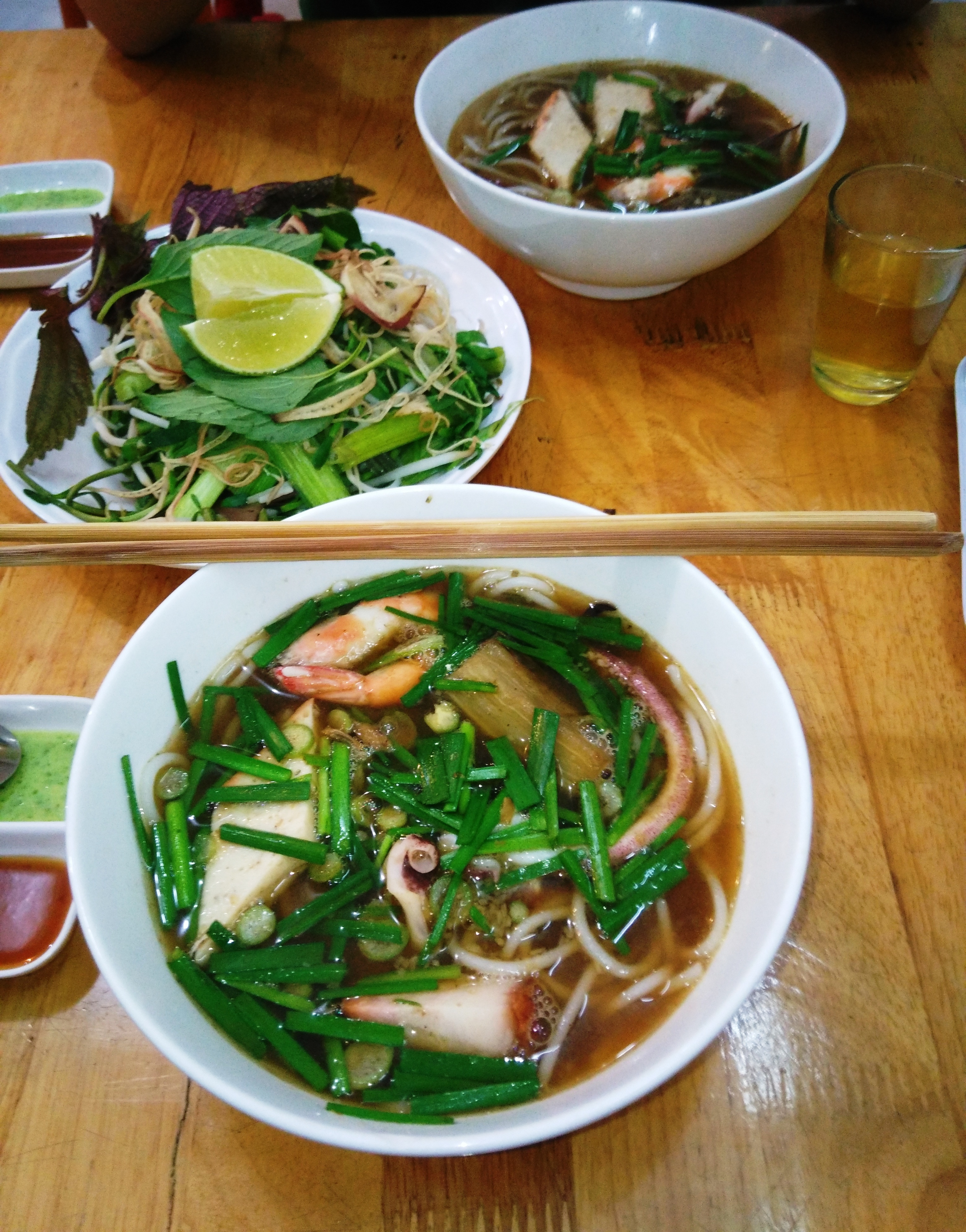
بون مام (حساء نودلز المأكولات البحرية المشكلة)

| اسم                    | وصف |
| ---------------------- | --- |
| بون بو هوي             | حساء المعكرونة الحار مع لحم البقر يعود أصله إلى مدينة هوي الملكية في وسط فيتنام. إنّ عظام اللحم البقري ومعجون الروبيان المخمر وعشب الليمون والفلفل الحار المجفف تعطي المرق نكهته المميزة. يُقدم عادة مع أوراق النعناع وبراعم الفاصوليا وشرائح الليمون . تعتبر أقدام الخنزير أيضًا من مكوناته الشائعة في بعض المطاعم.                                                            |
| دبلة من الورد          | براعم الخيزران وحساء المعكرونة بالبط. |
| بون أوك                | شعيرية مع الحلزون (حلزون المياه العذبة مع المعكرونة ومرق عظام الخنزير بالطماطم والتوفو والأعشاب) |
| بانه كانه              | حساء التابيوكا/ المعكرونة الأرزية السميك مع مرق بسيط، غالبًا ما يشمل لحم الخنزير وسرطان البحر والدجاج والروبيان والبصل الأخضر والبصل الطازج المرشوش في الأعلى |
| بون ريو                | شوربة نودلز مصنوعة من نودلز الأرز الرفيعة مغطاة بمعجون السلطعون والروبيان، تقدم في مرق الطماطم ومزينة ببراعم الفاصوليا ومعجون الروبيان وأوراق الأعشاب والتمر الهندي/الليمون والتوفو والسبانخ المائية وقطع الطماطم. |
| أنا (ساب أنا)          | حساء معكرونة القمح (البيض) ذو طابع صيني. |
| فو                     | حساء المعكرونة مع مرق غني وشفاف مصنوع من غليان طويل من اللحوم والتوابل، وتُصنع أصنافه العديدة باستخدام أنواع مختلفة من اللحوم (الأكثر شيوعًا لحم البقر أو الدجاج) إلى جانب كرات اللحم البقري. يُقدم الفو عادة في أوعية مع البصل الأخضر (في الفو تاي ) وشرائح لحم البقر نصف المطبوخ (لتطهى بالماء الساخن المغلي) والمرق. وفي الجنوب تُضاف براعم الفاصوليا والأعشاب المختلفة أيضًا. |
| فو ساتي                | شوربة المعكرونة الحارة مع شرائح رقيقة من لحم البقر النادر وصلصة الفلفل الحار وشرائح الخيار والطماطم والفول السوداني |
| أنا أعيش في الوقت نفسه | شوربة المعكرونة الصفراء مع البط المشوي والبروكلي الصيني |
| بون تشا كا             | شوربة الأرز بالشعيرية مع كعكة السمك المقلية |
| هاتييو                 | حساء المعكرونة بأنماط متنوعة عديدة، بما في ذلك النسخة "الجافة" (ليست حساءً ولكن مع صلصة) والتي جُلبت إلى فيتنام عن طريق المهاجرين الصينيين (تيوتشيو) من كمبوديا. تكون المعكرونة عادة عبارة عن معكرونة البيض أو معكرونة الأرز، ولكن يمكن استخدام العديد من الأنواع الأخرى. قاعدة الحساء مصنوعة من عظام لحم الخنزير.                                                             |

### حساء معتشاو(كونجي)

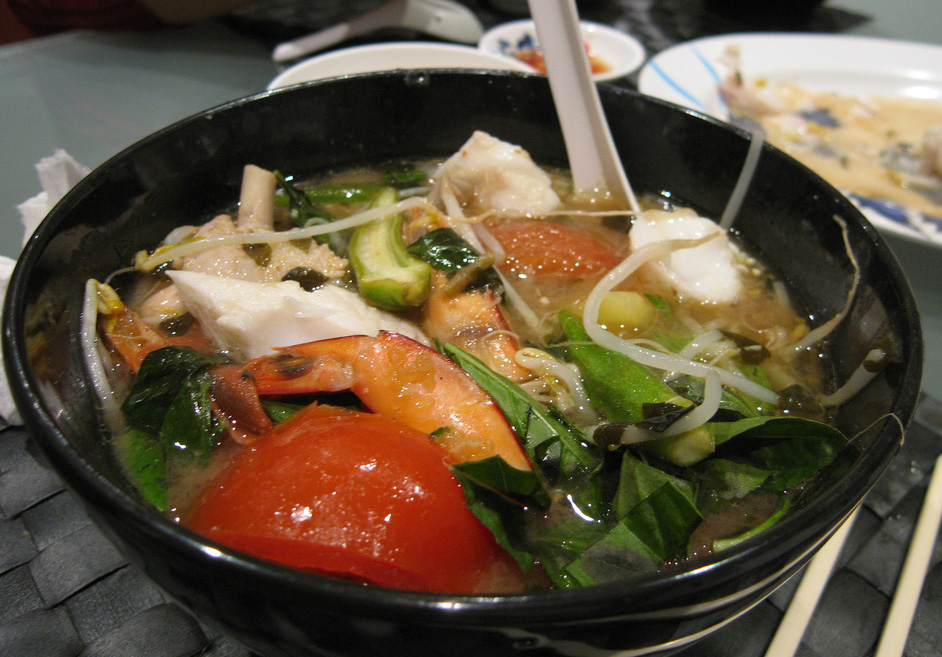
كان تشوا ، حساء حامض

| اسم                           | وصف |
| ----------------------------- | --- |
| سوب مينغ كوا                  | عادة ما يقدم حساء الهليون وسرطان البحر كطبق أول في الولائم |
| لو ( الوعاء الساخن الفيتنامي) | تنوع حار من الحساء الحامض الفيتنامي مع مجموعة متنوعة من الخضروات واللحوم والمأكولات البحرية والأعشاب الحارة                                                              |
| تشاو                          | نوع من أنواع العصيدة الذي يستخدم مجموعة متنوعة من المرق واللحوم المختلفة، بما في ذلك لحم البط والأحشاء والأسماك وما إلى ذلك. عندما يستخدم الدجاج يطلق عليه اسم تشاو جا . |
| تشاو لونغ                     | عصيدة الأرز مع أمعاء الخنزير والكبد والقوانص والقلب والكلى |
| بو خو                         | حساء لحم البقر مع الجزر الذي يقدم عادة مع الخبز المحمص أو المعكرونة الأرزية                                                                                              |
| نهونغ دام                     | وعاء ناري مع مزيج من شرائح لحم البقر النادرة والمأكولات البحرية المطبوخة في مرق حامض، يقدم مع معكرونة الأرز الرفيعة والخضروات الطازجة ولفائف الأرز الربيعية وصلصة الغمس  |
| كانه تشوا                     | الحساء الحامض الفيتنامي - يشمل عادة الأسماك والأناناس والطماطم والأعشاب وبراعم الفاصوليا والتمر الهندي وأنواع مختلفة من الخضروات                                         |

### أطباق الأرز

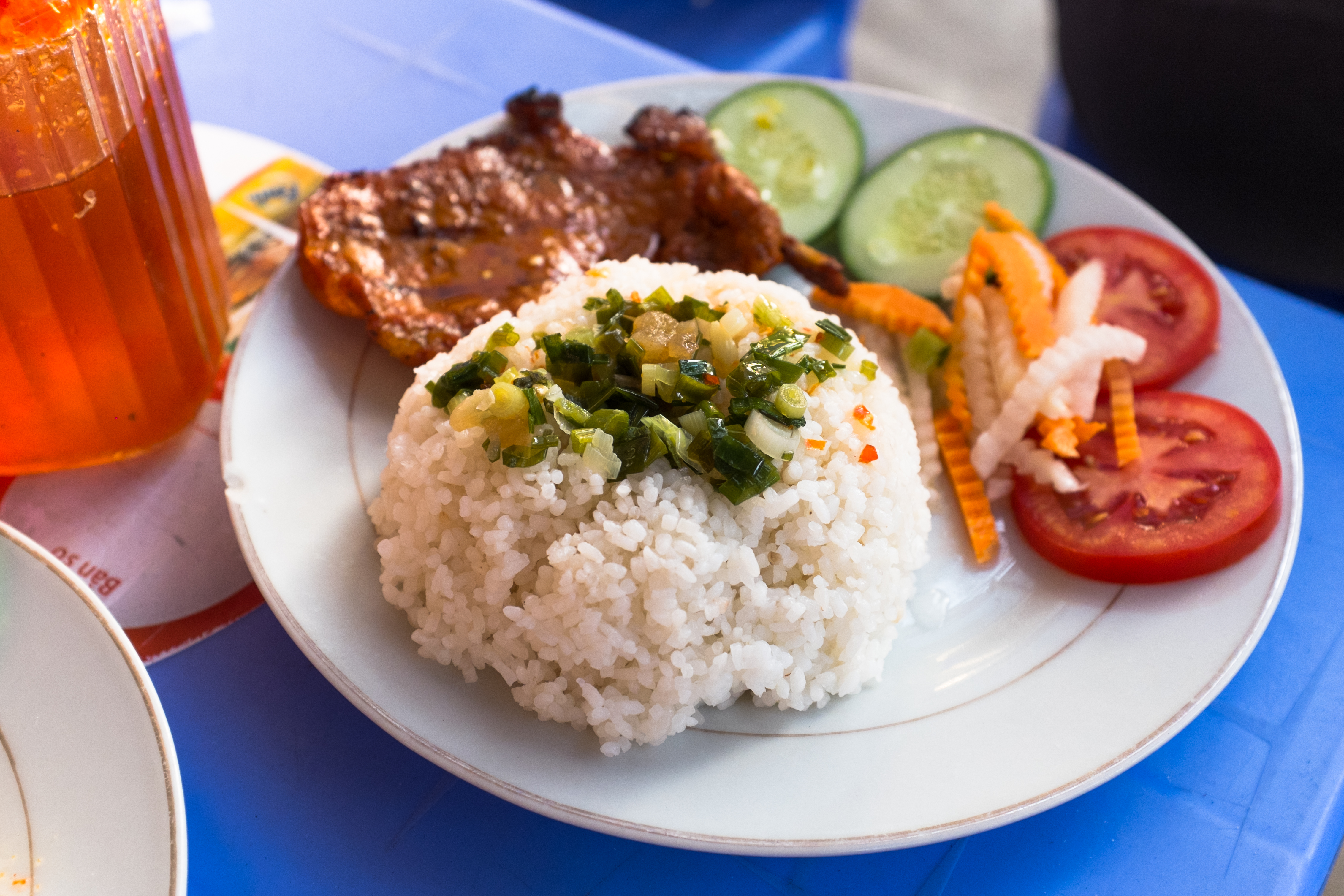
كوم تام

| اسم                                    | وصف |
| -------------------------------------- | --- |
| كوم شيين دونج تشاو                     | طبق أرز مقلي صيني-سمي على اسم منطقة يانغتشو في الصين- وهو طبق مشهور في فيتنام. |
| كوم غا رو ثوم (الدجاج والأرز بالنعناع) | هذا الطبق عبارة عن أرز مطبوخ في مرق الدجاج ومغطى بالدجاج المقلي ثم المقطع مع النعناع والأعشاب الأخرى. يتمتع الأرز بملمس وطعم فريد من نوعه يعززه النعناع المقلي. يقدم مع صلصة أعشاب خاصة على الجانب. |
| كوم هين                                | الأرز مع المحار هو طبق شعبي وغير مكلف في مدينة هوي والمناطق المجاورة لها |
| كوم شيان كا مان                        | أرز مقلي مع سمك مخمر مملح وبازلاء الثلج المفرومة والدجاج |
| كات/ثوت كو                             | طبق عائلي تقليدي من السمك أو لحم الخنزير المطبوخ في وعاء من الطين ويقدم مع حساء حلو وحامض ( كان تشوا ) |
| غا شياو غانغ                           | دجاج مقلي مع الزنجبيل وصلصة السمك |
| بو لوك لوك                             | مكعبات لحم البقر المقلية مع الخيار والطماطم والبصل والفلفل وصلصة الصويا |
| كوم لام                                | الأرز (غالبًا الأرز اللزج) المطبوخ في أنبوب من الخيزران إما مسلوقًا أو مطهوًا على البخار |
| كوم تام                                | بصفة عامة يُخلط لحم الخنزير المشوي (إما الضلوع أو الممزق) مع البي (لحم الخنزير الممزق الرقيق المخلوط مع جلد الخنزير المطبوخ والممزق الرقيق والأرز المطحون المقلي) فوق كوم تام ("الأرز المكسور") ويقدم مع صلصة السمك الحلوة والحامضة. يمكن تقديم أنواع أخرى من اللحوم المحضرة بطرق مختلفة مع الأرز المكسور. لحم البقر المشوي أو لحم الخنزير أو الدجاج هي الخيارات الشائعة وتُقدم مع الأرز المكسور. يُقدم الأرز واللحوم مع مجموعة متنوعة من الخضروات والمخللات بالإضافة إلى كعكة معجون الروبيان ( تشا توم ) والبيض المطهو على البخار ( ترونغ هب ) والروبيان المشوي. |

### أطباق الأرز اللزج

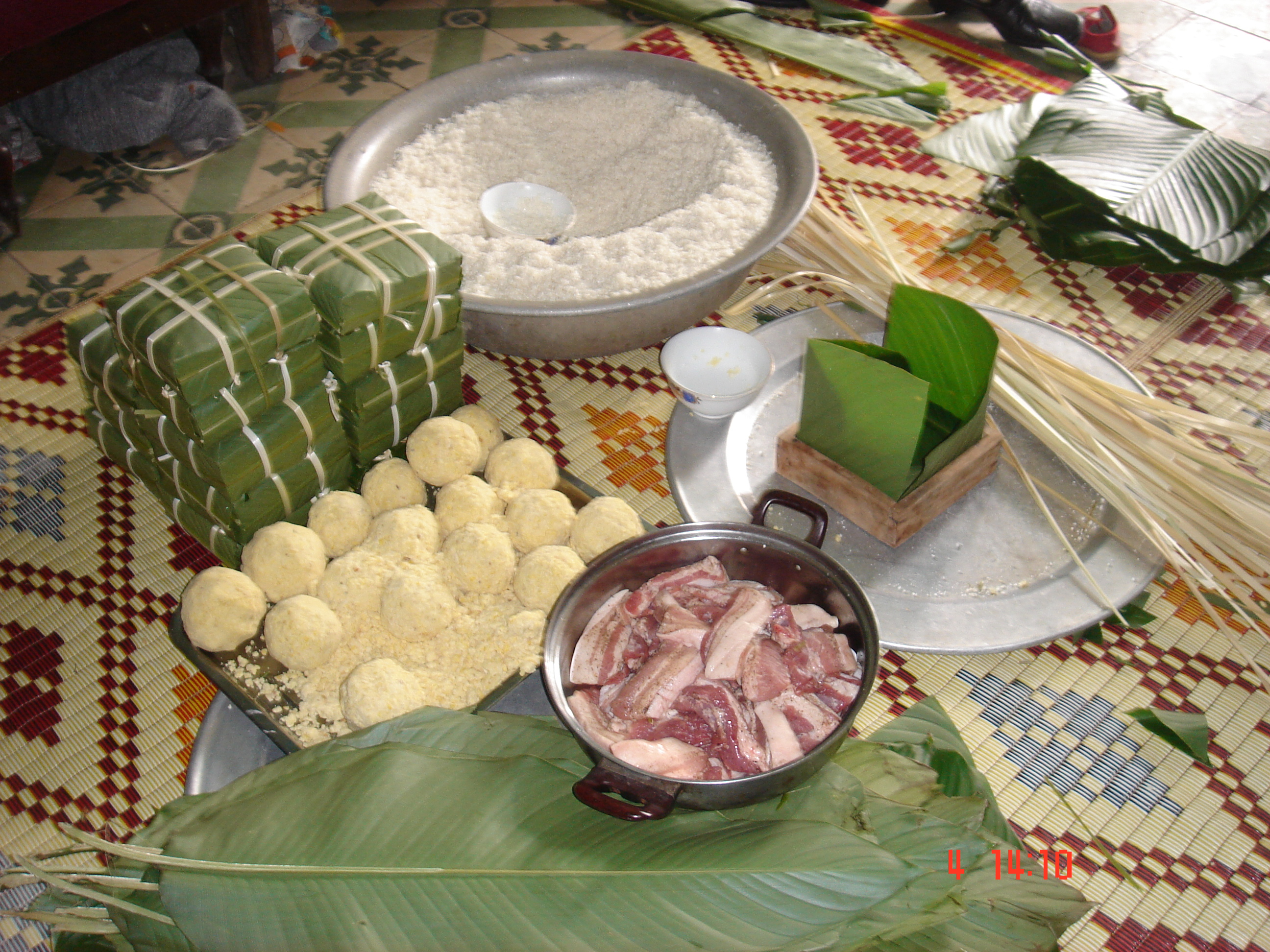
بانه تشونج

| اسم        | وصف |
| ---------- | --- |
| بانه تشونج | أرز لزج ملفوف بأوراق الموز ومحشو بمعجون الفاصوليا الخضراء ولحم الخنزير الخالي من الدهون والفلفل الأسود، ويُأكل تقليديا أثناء أيام السنة القمرية الجديدة (تيت). يحظى بان تشونج بشعبية كبيرة في الشمال، في حين أن بان تيت المشابه له يحظى بشعبية أكبر في الجنوب. يحتوي بان تيت على نفس المحتوى، إلا أنه أسطواني الشكل ويُستبدل فيه لحم الخنزير الخالي من الدهون بلحم الخنزير الدهني. |
| شوي        | أرز لزج مع حليب جوز الهند مطبوخ بنفس طريقة طهي الأرز أو مطهو على البخار للحصول على ملمس أكثر تماسكًا وطعمًا أكثر نكهة في عدد من الأصناف |

### البانه
الاسم الفيتنامي للمعجنات هو بانه . حيث تلف العديد من المعجنات بأوراق مختلفة (الخيزران والموز والدونج والجاي ) ثم تُغلى أو تُطهى بالبخار. بان تشونج هو أحد الأطباق التاريخية التي يعود تاريخها إلى التأسيس الأسطوري للدولة الفيتنامية. نظرًا لأنه طبق مالح وليس معجنات حقيقية، فإن بان تشونج والبان داي المصاحب له يحملان رمزية السماء والأرض. ترتبط هذه الأطباق بالعروض المقدمة في موسم رأس السنة الفيتنامية (تيت). بالإضافة إلى ذلك -وكإرث من الحكم والتأثير الاستعماري الفرنسي- تعد كعكة عيد الميلاد حلوى شهيرة تُقدم أثناء موسم عيد الميلاد.

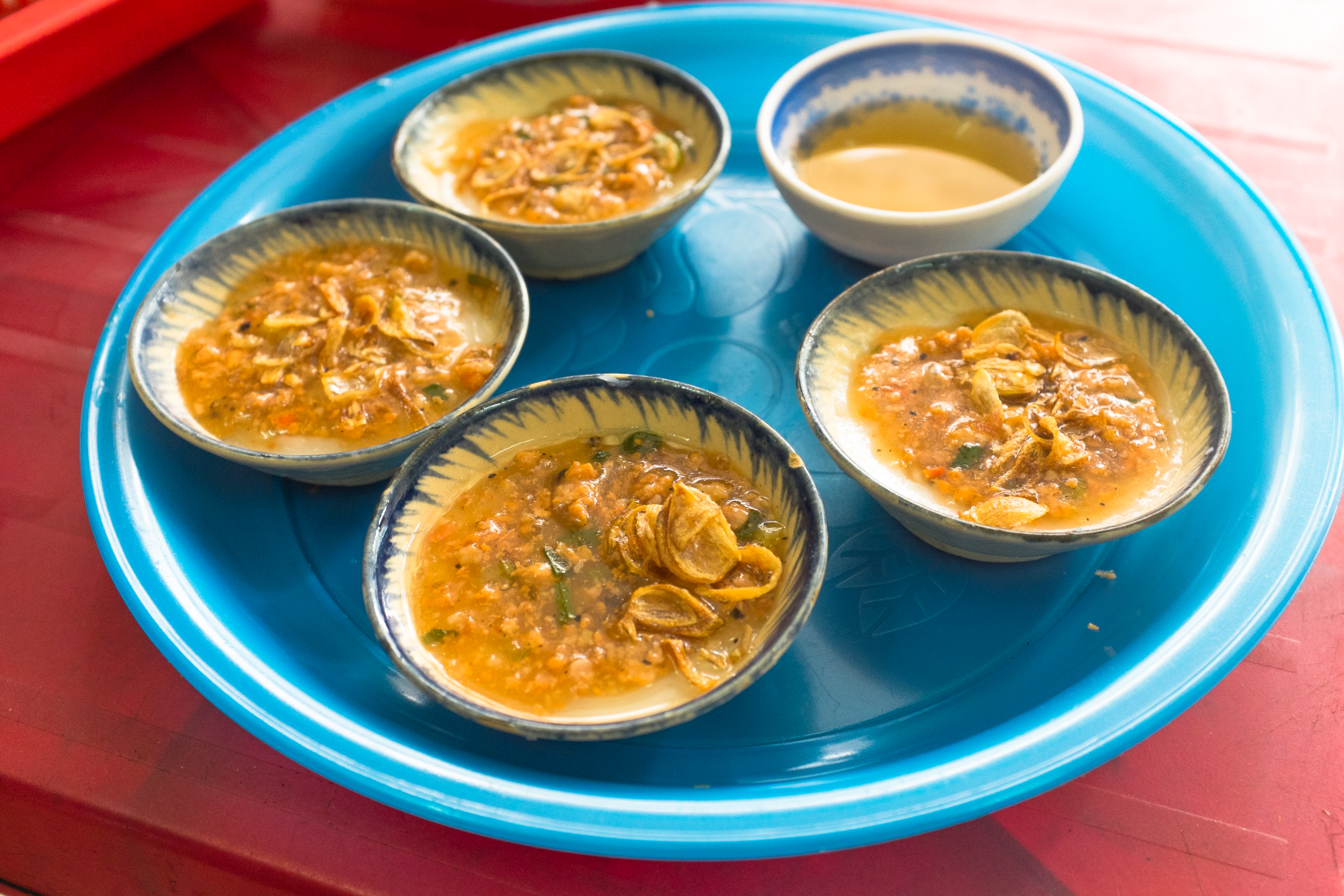
بانه بيو

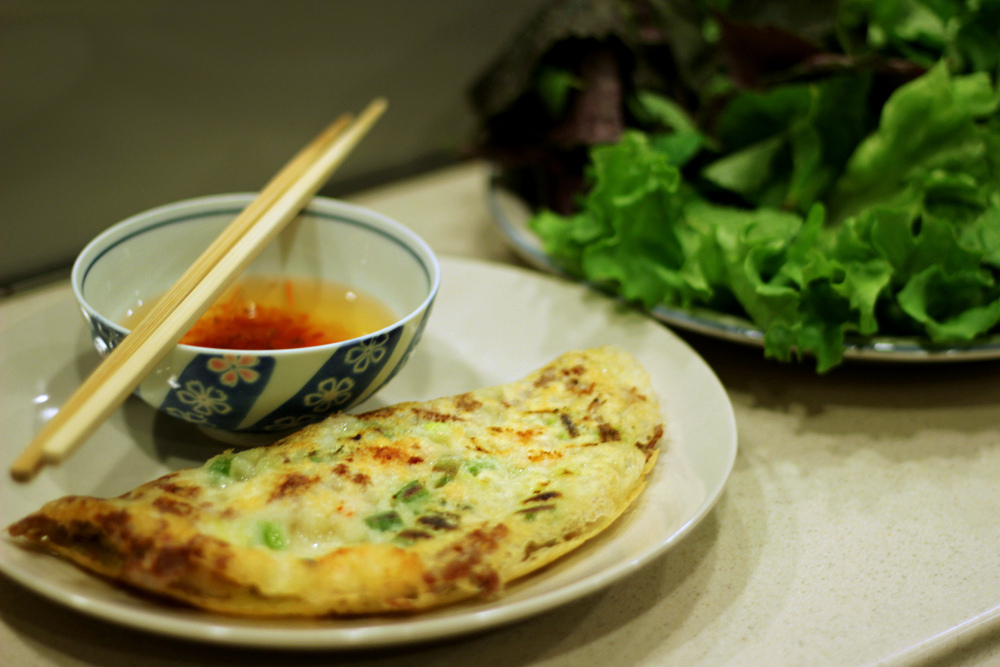
بانه شيو

| اسم                                  | |
| ------------------------------------ | --- |
| بانه باو                             | بان باو هو عبارة عن زلابية مطبوخة على البخار ويمكن حشوها بالبصل أو الفطر أو الخضار، وهو عبارة عن تعديل للباوزي الصيني ليناسب الذوق الفيتنامي. يعد البان باو النباتي من الأطعمة المشهورة في المعابد البوذية. تشمل الحشوات النموذجية شرائح لحم الخنزير المشوي المتبل من المطبخ الصيني، وبيض السمان المسلوق الصغير، ولحم الخنزير.                                                                    |
| بانه بيو                             | وهو طبق فيتنامي أساسي يتكون من فطائر صغيرة مستديرة مصنوعة من دقيق الأرز تُقدم كل منها في طبق له نفس الشكل. تُغطى بالجمبري المفروم ومكونات أخرى، مثل الثوم المعمر وشالوت المقلي وقشور لحم الخنزير، وتؤكل مع المعكرونة. |
| بانه بيت شين (طبق دقيق الأرز المقلي) | معجنات ذات تأثير صيني ولها نسخ عديدة في جميع أنحاء آسيا. تتميز النسخة الفيتنامية بوجود صلصة الصويا الحامضة الخاصة على الجانب ومكعبات دقيق الأرز مع البيض المقلي (إما البط أو الدجاج) وبعض الخضروات. وهي وجبة خفيفة شائعة يتناولها الطلاب الصغار بعد المدرسة في جنوب فيتنام. |
| بانه بوت لوك                         | وهو من طعام هوي ويتكون من زلابية أرز صغيرة مصنوعة من عجينة شفافة من دقيق الأرز، وغالبًا ما تكون على شكل أنبوب صغير مسطح محشوة بالروبيان ولحم الخنزير المفروم. تُلف وتُطهى داخل ورقة الموز، وتُقدم في كثير من الأحيان كمقبلات فيتنامية في حفلات البوفيه غير الرسمية. |
| بانه شيو                             | طبق مقلي مسطح مصنوع من دقيق الأرز مع الكركم والروبيان مع قشوره وشرائح لحم الخنزير الدهنية والبصل المقطع وأحيانًا فطر الأزرار المقلي في الزيت الذي عادةً ما يكون زيت جوز الهند، وهو الزيت الأكثر شيوعًا المستخدم في فيتنام. يُأكل مع الخس والأعشاب المحلية المختلفة ويغمس في صلصة زبدة الفول السوداني المخمرة الحلوة. تُستخدم أوراق الأرز في بعض الأحيان كأغلفة لتغليف البان شيو والخضروات المرافقة له. |
| بانه نام                             | هو من طعام هوي وهو عبارة عن زلابية أرز مسطحة مطهوة على البخار مصنوعة من دقيق الأرز والبصل والروبيان ومتبلة بالفلفل. تلف وتطهى في أوراق الموز وتقدم مع صلصة السمك. |

### اللفائف و الرولز
| اسم                                      | وصف |
| ---------------------------------------- | --- |
| بانه كوين                                | لفائف دقيق الأرز المحشوة بلحم الخنزير المفروم والروبيان وفطر الأذن الخشبية التي تُأكل بعدة طرق مع العديد من الأطباق الجانبية، بما في ذلك تشا (النقانق). |
| بي كيوان                                 | لفائف ورق الأرز مع خليط البي من لحم الخنزير المبشور بأسلوب رقيق وجلد الخنزير المبشور بأسلوب رقيق والممزوج بالأرز المحمص المطحون ومكونات أخرى إلى جانب السلطة. وهي تشبه لفائف الصيف . |
| بو بيا ( البوبيا على الطريقة الفيتنامية) | تُخلط الجاكاما المقلية والجزر مع السجق الصيني والبيض المخفوق المبشور، وتُلف في لفافة من ورق الأرز، ثم تغمس في صلصة الفول السوداني الحارة (مع الفول السوداني المحمص والمطحون الطازج). إنها من أصل صيني (هوكين / تشاوزو) حيث تأتي عن طريق المهاجرين. في سايجون (وخاصة في تشولون) من الشائع رؤية رجال أو نساء تيوتشيو المسنين يبيعون البوبيا في أكشاكهم على جانب الطريق. يتشابه اسم bò bía صوتيًا مع اسمه الأصلي popiah في لغة تيوتشيو . |
| سبرينغ رول أو نيم ران (شمال)             | نوع من لفائف الربيع (يشار إليها أحيانًا باسم لفائف البيض) وهي عبارة عن لفائف دقيق مقلية محشوة بلحم الخنزير والبطاطا وسرطان البحر والروبيان وشعيرية الأرز والفطر ("أذن الخشب") ومكونات أخرى. يُطلق على لفائف الربيع العديد من الأسماء - حيث يستخدم العديد من الأشخاص في الواقع (خطأً) كلمة "لفائف الربيع" أثناء الإشارة إلى لفائف ورق الأرز الشفافة الطازجة (المذكورة أدناه باسم "لفائف الصيف")، حيث يغمس ورق الأرز في الماء ليصبح طريًا ثم يُلف بمكونات مختلفة. تُصنع هذه اللفائف تقليدياً باستخدام غلاف من ورق الأرز، ولكن في السنوات الأخيرة قام الطهاة الفيتناميون خارج فيتنام بتغيير الوصفة لاستخدام غلاف من دقيق القمح. |
| غوي كوون                                 | تُعرف أيضًا باسم لفائف فيتنامية طازجة أو لفائف السلطة أو لفائف الصيف، وهي عبارة عن لفائف من ورق الأرز تحتوي غالبًا على الجمبري والأعشاب ولحم الخنزير وشعيرية الأرز ومكونات أخرى ملفوفة ومغموسة في صلصة الفول السوداني. تشكل لفائف الربيع فئة كاملة تقريبًا من الأطعمة الفيتنامية، حيث تحتوي الأنواع المختلفة من لفائف الربيع على مكونات مختلفة. |

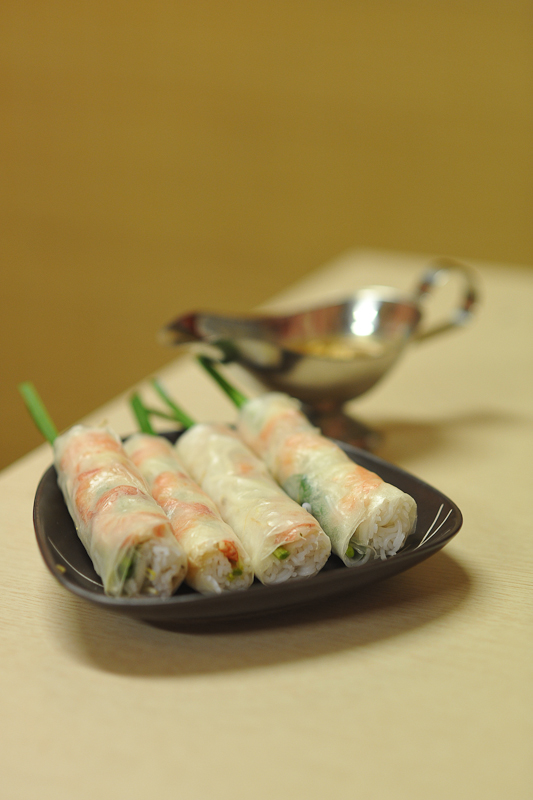
لفافة ورق الأرز أو لفافة الصيف

يمكن فهم مصطلح بان ترانج على أنه أي مما يلي:
- بانه ترانج كون

ورقة رقيقة من دقيق الأرز المجفف في ما يسمى عادة "ورق الأرز" حيث تستخدم في صنع لفائف الربيع (تشا جيو) ولفائف الصيف (كوي جون) عن طريق وضع القليل من الماء لتليين الملمس.
- بانه ترانج نونغ (في الجنوب) أو بانه دا في الشمال

وهي عبارة عن قطع كبيرة مستديرة ومسطحة من الأرز وعند تسخينها تتضخم إلى قطع مستديرة قابلة للكسر بسهولة. حيث يمكن تناولها بأسلوب منفصل، مع أنها تضاف عادة إلى أطباق الشعيرية مثل كاو لاو ومي كوانغ. وهناك العديد من أنواع بان ترانج بما في ذلك بان ترانج المصنوع من بذور السمسم الشفاف وبسكويت الروبيان مع البصل الأخضر المجفف والحليب الحلو.

### الساندويتشات والمعجنات
| اسم                         | وصف |
| --------------------------- | --- |
| بانه مي كاب ثيت "الهامبرغر" | يُحشا الخبز الفرنسي أو الباجيت الفيتنامي تقليديًا بالباتيه والمايونيز الفيتنامي واللحوم الباردة والفلفل الحار والفجل الأبيض المخلل والجزر المخلل وشرائح الخيار. في حين تشمل اللحوم الباردة التقليدية لحم الخنزير وهيد تشيز "جيلي اللحم" والبولونيا الفيتنامية، فإن أنواع الحشو مثل البيض والسردين المعلب ولحم الخنزير المبشور والتوفو المقلي واللحوم المشوية شائعة. في كثير من الأحيان تزين السندويشات بأوراق الكزبرة والفلفل الأسود. |
| بان باتيه ساو               | معجنات محشوة باللحوم مستوحاة من المطبخ الفرنسي، تتميز بقشرتها المتقشرة وحشوها من لحم الخنزير أو الدجاج. |
| بان مي أوب لا "خبز مقلي"    | ساندويتش البيض المقلي على الطريقة الفيتنامية. "أوبلا" وتعني "الجانب المشمس لأعلى". |

### أطباق اللحوم

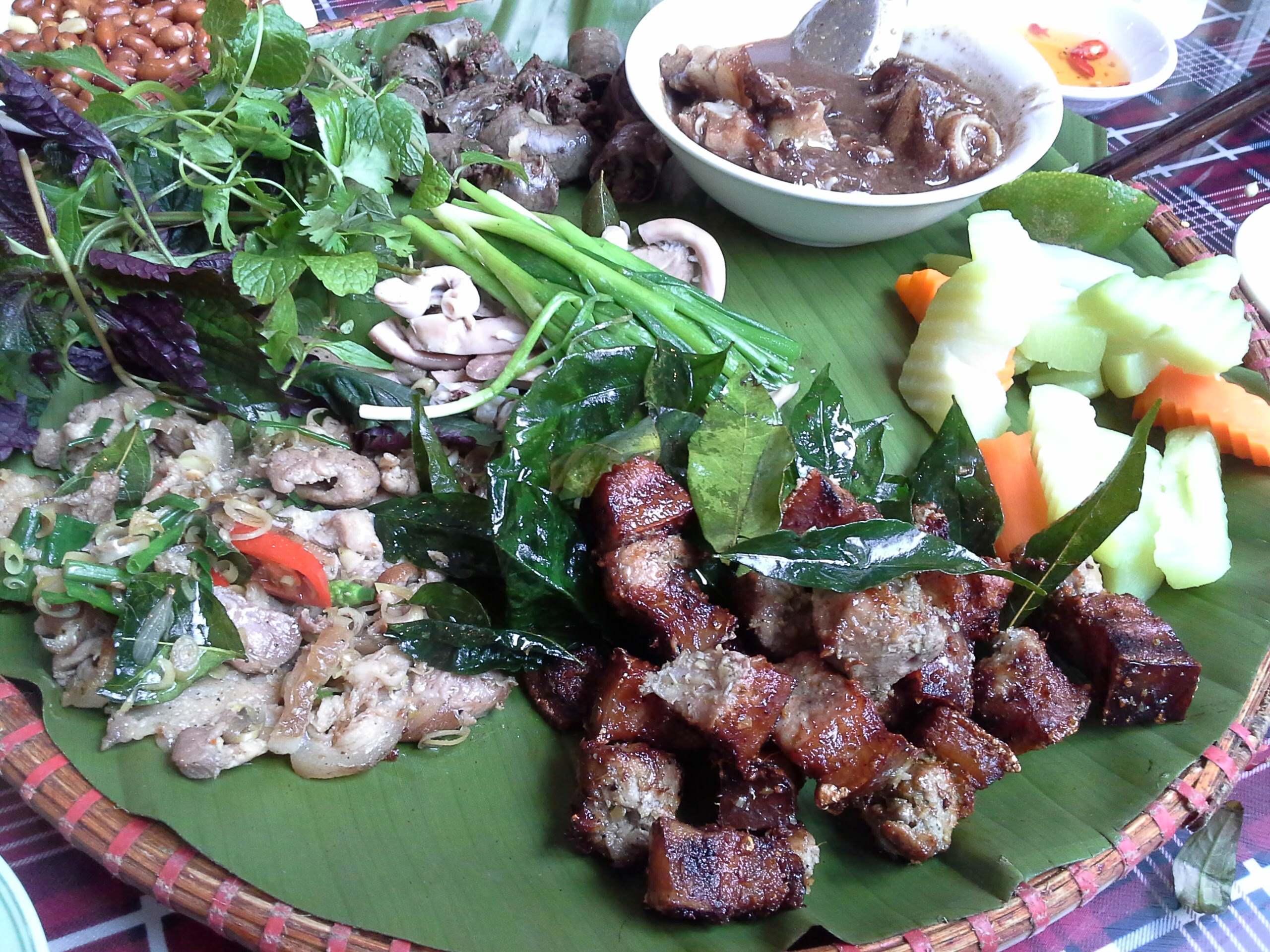
طبق من أطباق لحم الخنزير

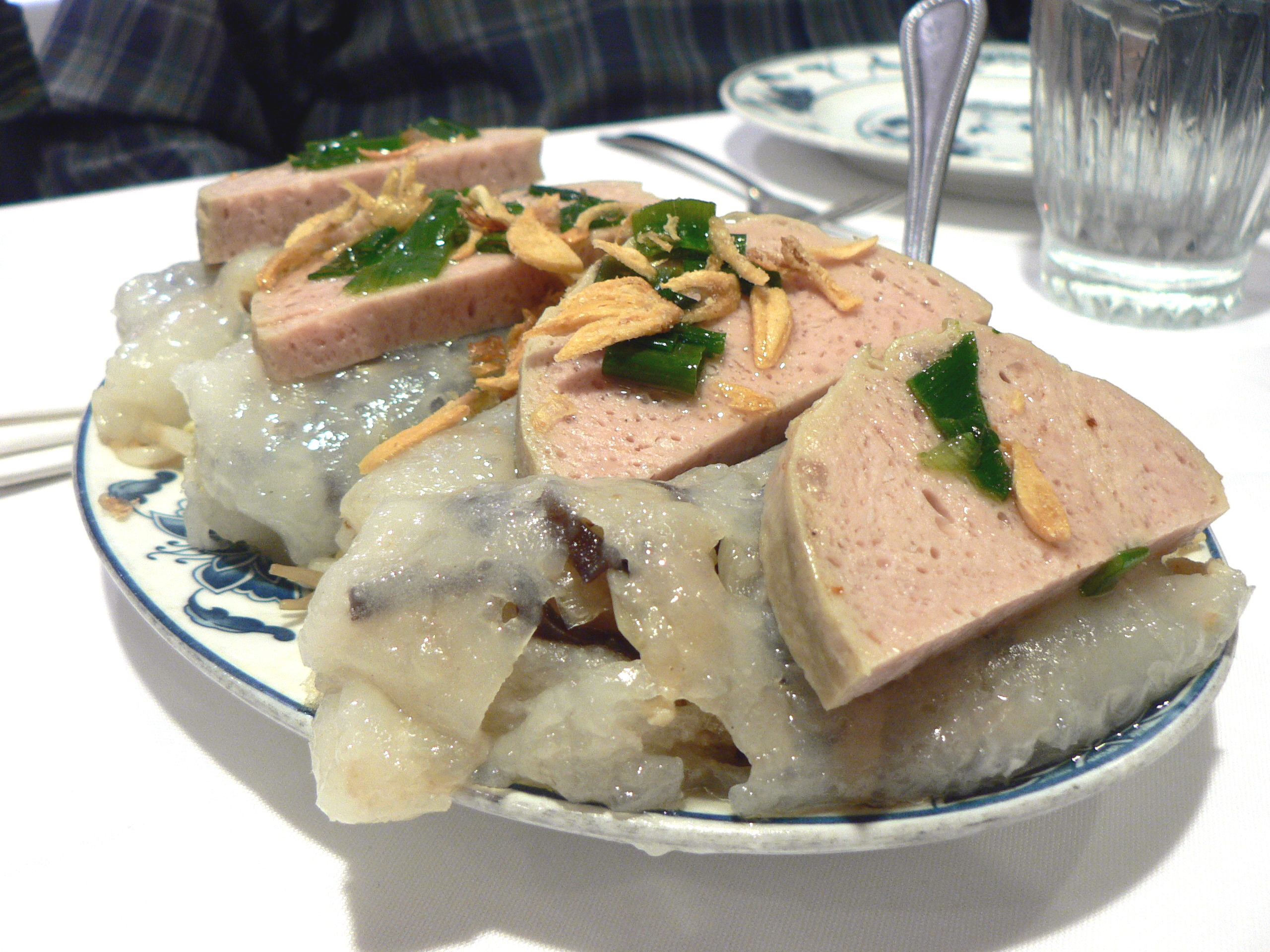
تُقدم شرائح تشا لا فوق بانه كوين وتُزين بالكراث المقلي

| اسم                                   | وصف |
| ------------------------------------- | --- |
| بو خو (حساء اللحم)                    | وهو عبارة عن حساء من لحم البقر والخضروات، ويقومون بطهيه عادة مع الأعشاب الحارة الدافئة ويقدم ساخناً مع الخبز الفرنسي. يُعرف في شمال فيتنام باسم بو سوت فان "لحم البقر مع صلصة النبيذ". |
| لحم بقري مع أوراق اللولوت "بو لا لوت" | طبق من لحم البقر المتبل ملفوف في أوراق التنبول (لالوت) ومشوي. |
| بوه لوك لاك"لحم البقر المهتز"         | طبق فرنسي من لحم البقر المقطع إلى مكعبات والمخلل، يقدم مع الخضار (عادة الجرجير) والبصل المقلي والطماطم ويؤكل مع الأرز. |
| بو 7 مون (سبعة أطباق من لحم البقر)    | وجبة مكونة من عدة أطباق تتكون من سبعة أطباق من لحم البقر. وقد طورت أثناء العصر الاستعماري الفرنسي عندما أصبح استهلاك لحوم البقر أكثر انتشارًا. |
| كا 7 مون (سبعة أطباق من السمك)        | ترتيب أطباق الوجبة مماثل لـ بو 7 مون مع استبدال لحم البقر بالأسماك. لكنها أقل شعبية من النسخة الأصلية. |
| تشا لوا أو النقانق                    | النقانق المصنوعة من لحم الخنزير المفروم الخالي من الدهون ونشا البطاطس وتتوفر أيضًا مقلية، تُعرف باسم تشا تشين. أنواع مختلفة من تشا (السجق) مصنوعة من الدجاج المفروم (فطائر الدجاج) أو اللحم البقري المفروم (فطائر اللحم البقري) أو السمك (كعكة السمك) أو التوفو (لفائف نباتية أو سجق نباتي). |
| غا نن سا "دجاج مشوي بالليمون"         | الدجاج المشوي مع عشبة الليمون (سا) ولحم البقر المشوي مع عشبة الليمون وغيرها من اللحوم هي أيضًا من الأنواع الشعبية. |
| ذا ثو                                 | جيو ثو هو لحم عضلي مصنوع من لحم الخنزير المقدد الطازج وآذان الخنزير والثوم والبصل الأخضر والبصل والفطر الأسود وصلصة السمك والفلفل الأسود المطحون. |
| سبرينج رولز مشوية                     | كرات اللحم المشوية عادة ما تكون مصنوعة من لحم الخنزير المتبل، وغالبًا ما تكون ملونة باللون الأحمر باستخدام ألوان الطعام ولها طعم مميز ومشوية على أسياخ مثل الشيش كباب. تشتمل مكونات التتبيلة على صلصة السمك.                                                                                |
| لفائف الربيع الباردة                  | طبق هوي ومتغير من كرات اللحم نيم نونج وهي أيضًا تأتي من وسط فيتنام. وهي مبردة صغيرة الحجم مستطيلة الشكل ومحشوة بالشعرية. يُغطى اللحم المحمر بالفلفل وعادةً ما يكون الفلفل حار. إنها حارة جدًا ويقومون بتناولها تقريبًا حصريًا كوجبة خفيفة مع الكوكتيل.                                           |

### أطباق المأكولات البحرية

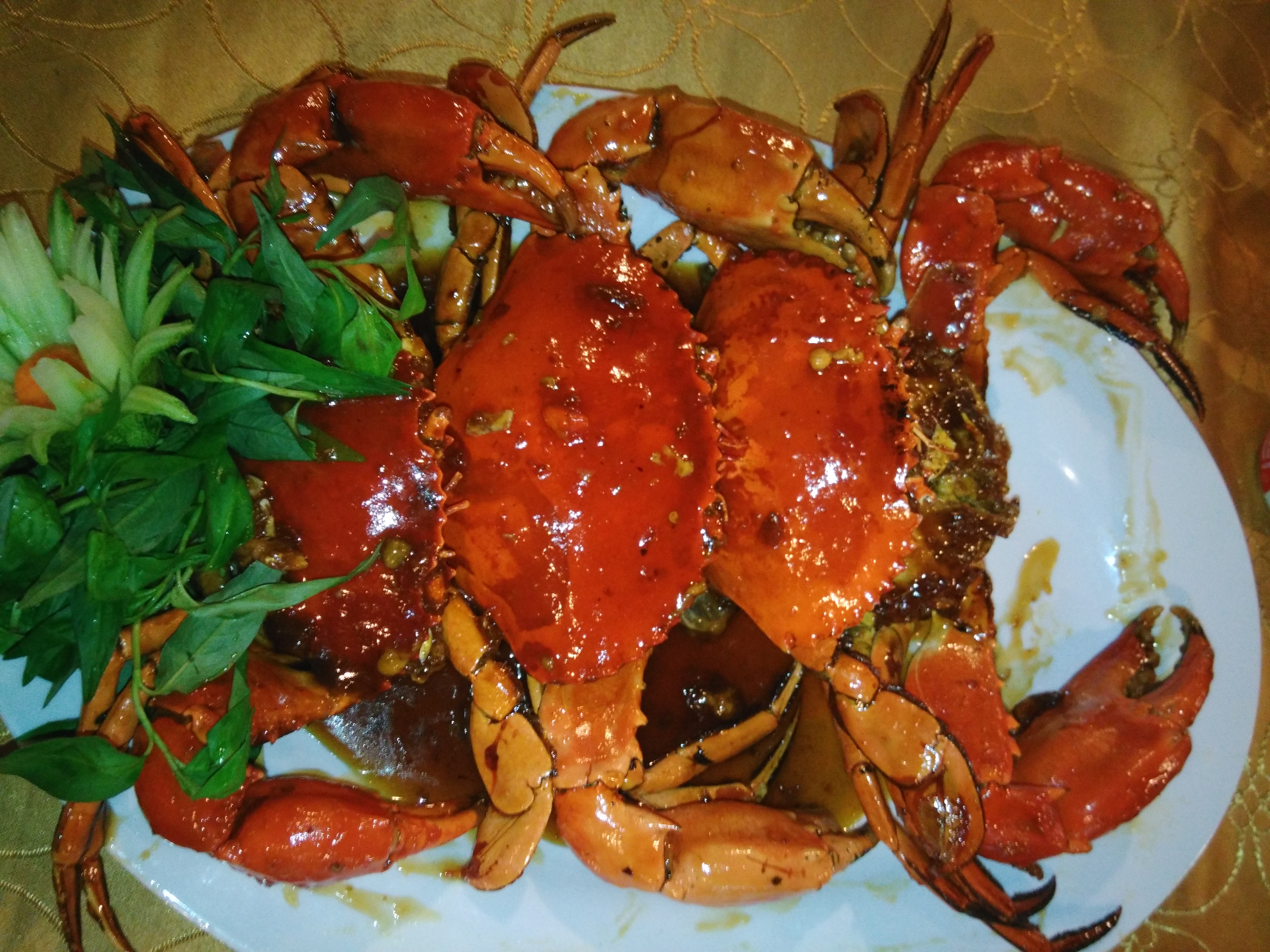
سلطعون مقلي مع صلصة التمر الهندي

| اسم                                                | وصف                                        |
| -------------------------------------------------- | ------------------------------------------ |
| بان توم                                            | فطيرة الروبيان والبطاطا الحلوة             |
| كا كون هو "لفائف السمك السعال"                     | رول مع السمك والبصل الأخضر                 |
| كا هو تو "سمك مطهو ببطء"                           | سمكة مكرملة في وعاء فخاري                  |
| تشاو توم                                           | عجينة/كعكة الروبيان على قصب السكر          |
| كوه زاموي/ ميه "كابوريا مشوية بالملح/التمر الهندي" | سلطعون مقلي مع الملح والفلفل والتمر الهندي |

### السلطات

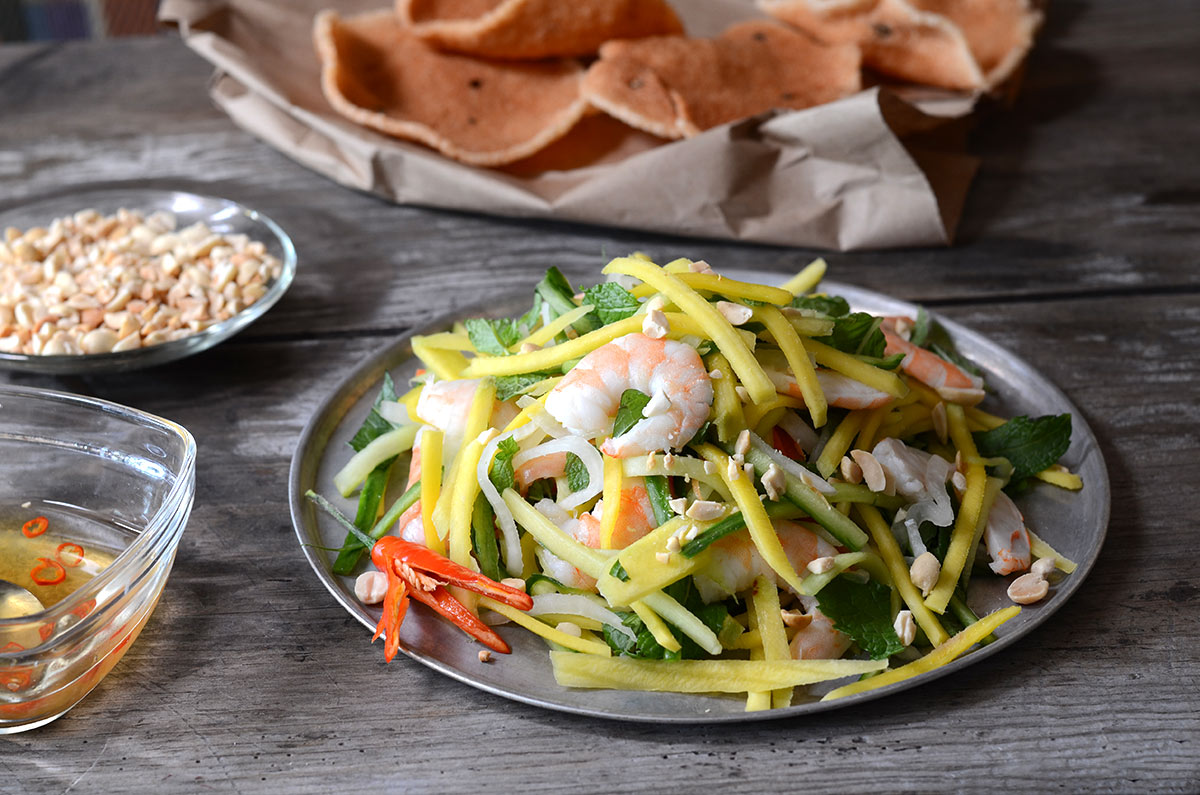
نوم توم زواي (سلطة المانجو الفيتنامية مع الروبيان)

نوم (اللهجات الشمالية) أو جوي (اللهجات الجنوبية) هي سلطة فيتنامية، من بين العديد من الأصناف تشمل الأكثر شعبية ما يلي:
| اسم              | وصف |
| ---------------- | --- |
| غوي دودو         | سلطة البابايا الفيتنامية عادة ما تكون مع البابايا المبشورة والأعشاب وأنواع مختلفة من اللحوم مثل الجمبري وشرائح لحم الخنزير والكبد أو اللحم المقدد والأعشاب، مع نسخة تعتمد على الخل من الصلصة نوك شُم |
| غوي هوي سا موونغ | طبق سلطة أصله من هوي (وسط فيتنام)، ويتضمن السبانخ المائية (راو موينج) |
| نوم نو سين       | سلطة سيقان وجذور اللوتس مع الجمبري ولحم الخنزير أو الدجاج |
| جوي دو هو        | سلطة التوفو مع الملفوف المبشور والنعناع وصلصة الصويا |
| جوي نيهك         | سلطة ثعبان البحر مع الخضار المقطعة |
| نوم سوه          | سلطة قنديل البحر مع الجزر والخيار وصلصة السمسم |
| جوي شن فيت       | سلطة أقدام البط مع الملفوف المبشور وصلصة السمك الحلوة والحامضة |
| بو تاي تشانه     | سلطة مقطعة إلى شرائح رفيعة من لحم البقر النادر والليمون الطازج والبصل والبصل المقلي وصلصة السمك |
| غوي غا باب كاي   | سلطة الدجاج والملفوف |
| غوي ميت          | سلطة الجاك فروت الصغيرة مع الفول السوداني والنعناع وصلصة السمك |

### الكاري
- كما يحظى الكاري الفيتنامي بشعبية كبيرة وخاصة في الوسط والجنوب، وذلك بسبب التأثير الثقافي للتجار الهنود والخمير والماليزيين.
- نوع آخر من الكاري الفيتنامي الشهير هو كاري صدر البقر أو كاري ذيل الثور. في كثير من الأحيان يقدم كاري لحم البقر مع الخبز الفرنسي للتغميس أو مع الأرز.
- كا ري جا هو الكاري الفيتنامي الشهير المصنوع من الدجاج والجزر والبطاطا الحلوة والبازلاء في صلصة كاري جوز الهند. ويقدم أيضًا مع الأرز أو الخبز الفرنسي.

### أطباق محفوظة
موي (تعني حرفيًا التمليح) وتشوا (تعني حرفيًا الحامض أو التخمير) هما مصطلحان فيتناميان للأطباق المحفوظة. ويمنح المناخ الاستوائي الموسمي مع هطول الأمطار الوفيرة الفيتناميين إمدادات سخية من الخضروات على مدار العام. لم توجد تربية الحيوانات على نطاق واسع في تاريخ فيتنام، تكون الأطباق المحفوظة في الغالب أطباق مخللة تعتمد على النباتات. وغالبًا ما تحول المأكولات البحرية إلى شكل مخمر يسمى صلصة السمك مثل المام.

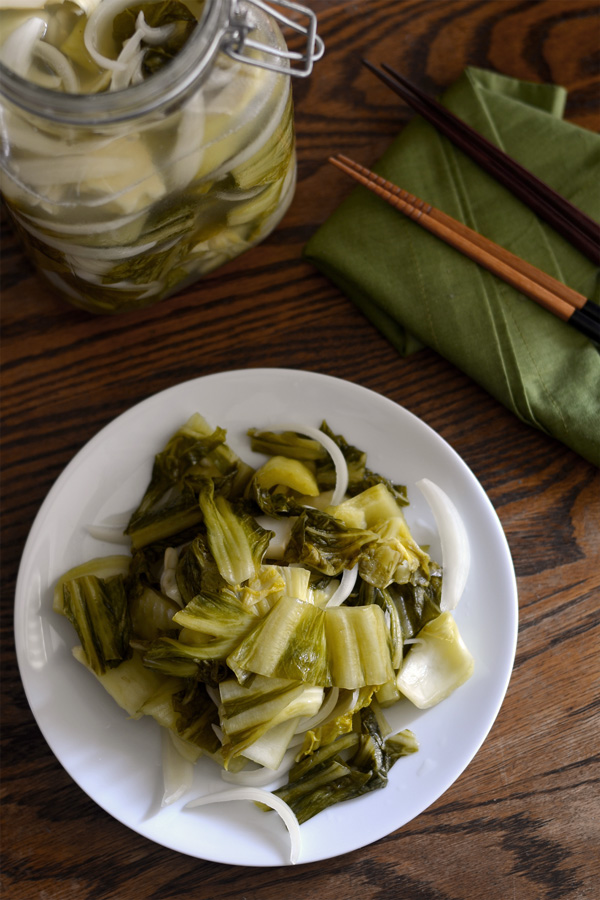
دوا تشوا (مخلل الخردل والبصل)

| اسم                               | وصف                                                 |
| --------------------------------- | --------------------------------------------------- |
| باب كاي موي سوي                   | مخلل الملفوف السريع المملح                          |
| زو تشوا - زو كاي مو تشوا          | مصنوع من نوع من الخردل الأخضر                       |
| كا فا موي                         | مصنوع من الباذنجان الفيتنامي ومملح                  |
| دوم توي                           | فصوص الثوم المخللة بالخل                            |
| زيو كييو                          | مصنوع من الثوم الصيني وهو طبق من عيد تيت            |
| دوا هانه                          | مصنوعة من بصيلات البصل الأخضر أو الكراث             |
| دوا مون                           | مصنوعة من الجزر أو الفجل الأبيض أو البابايا الخضراء |
| براعم الخيزران المملحة "مانغ موي" | مصنوعة من شرائح الخيزران مع الفلفل الحار            |
| اوت نجام                          | الفلفل المخلل في خل الأرز                           |
| زاو كان مُي سوي                    | مخلل الكرفس المائي السريع                           |
| توم تشوا                          | جمبري مخلل حلو ومتبل                                |

### صلصة السمك
مام هو مصطلح فيتنامي للأسماك المخمرة أو الروبيان أو المكونات المائية الأخرى. يستخدم كطبق رئيسي أو كمكون أو كتوابل. أنواع الأسماك الأكثر استخدامًا في صنع المام هي الأنشوجة وسمك السلور وسمك الرأس الثعباني والماكريل. ويبقى لحم السمك سليمًا (وهذا ما يختلف به عن لحم الضأن)، ويمكن تناوله مطبوخًا أو نيئًا مع أو بدون خضروات وتوابل. صلصة السمك تسمى حرفيًا "ماء المام" باللغة الفيتنامية وهي السائل المقطر من عملية تخمير المام.

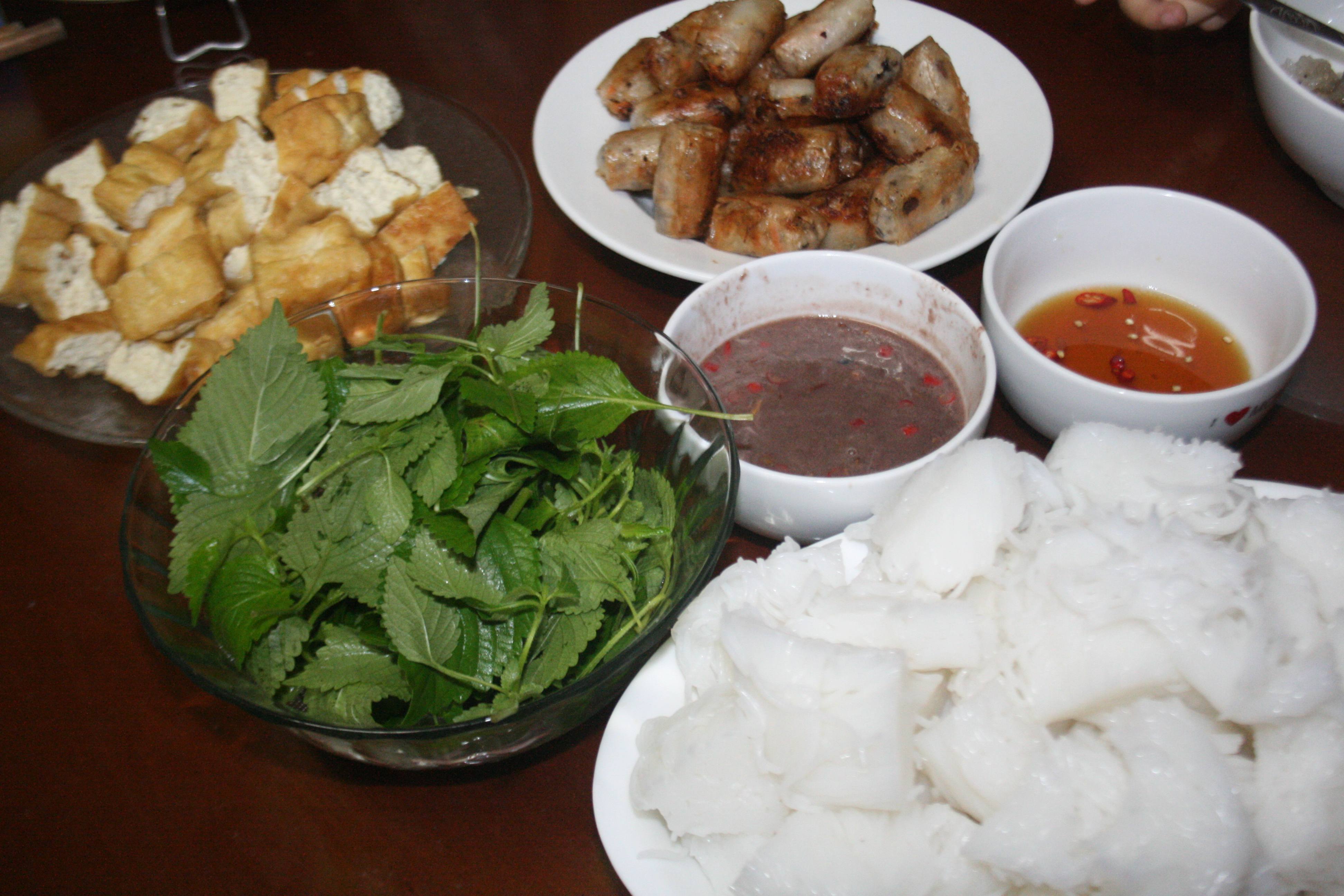
مام تام (اللون الأرجواني) ونوك مام (اللون الكهرماني) في وعاءين للغمس

| اسم                | وصف                                                                                       |
| ------------------ | ----------------------------------------------------------------------------------------- |
| مام توم            | معجون الروبيان المخمر                                                                     |
| مام كاي            | مصنوع من السيسارميداي (فصيلة من السرطانات) في الساحل الشمالي الأوسط من فيتنام             |
| مام كا ثو          | مصنوعة من أسماك الماكريل عادة في مقاطعة بينه أونه                                         |
| مام نيم            | عادة ما تصنع من أسماك السكاد المستديرة ‏ في وسط فيتنام                                     |
| مام رووك           | مصنوع من الكريل من وسط فيتنام                                                             |
| مام كا لينه        | مصنوع من نوع من الأسماك التي تهاجر إلى دلتا ميكونج في كل موسم فيضان من تونلي ساب بكمبوديا |
| نوك مام أو مام مان | الاسم العام لجميع صلصات الأسماك ولكنه يشير عادةً إلى صلصة سمك الأنشوجة المستخرجة النقية    |

## أطباق اللحوم المخمرة

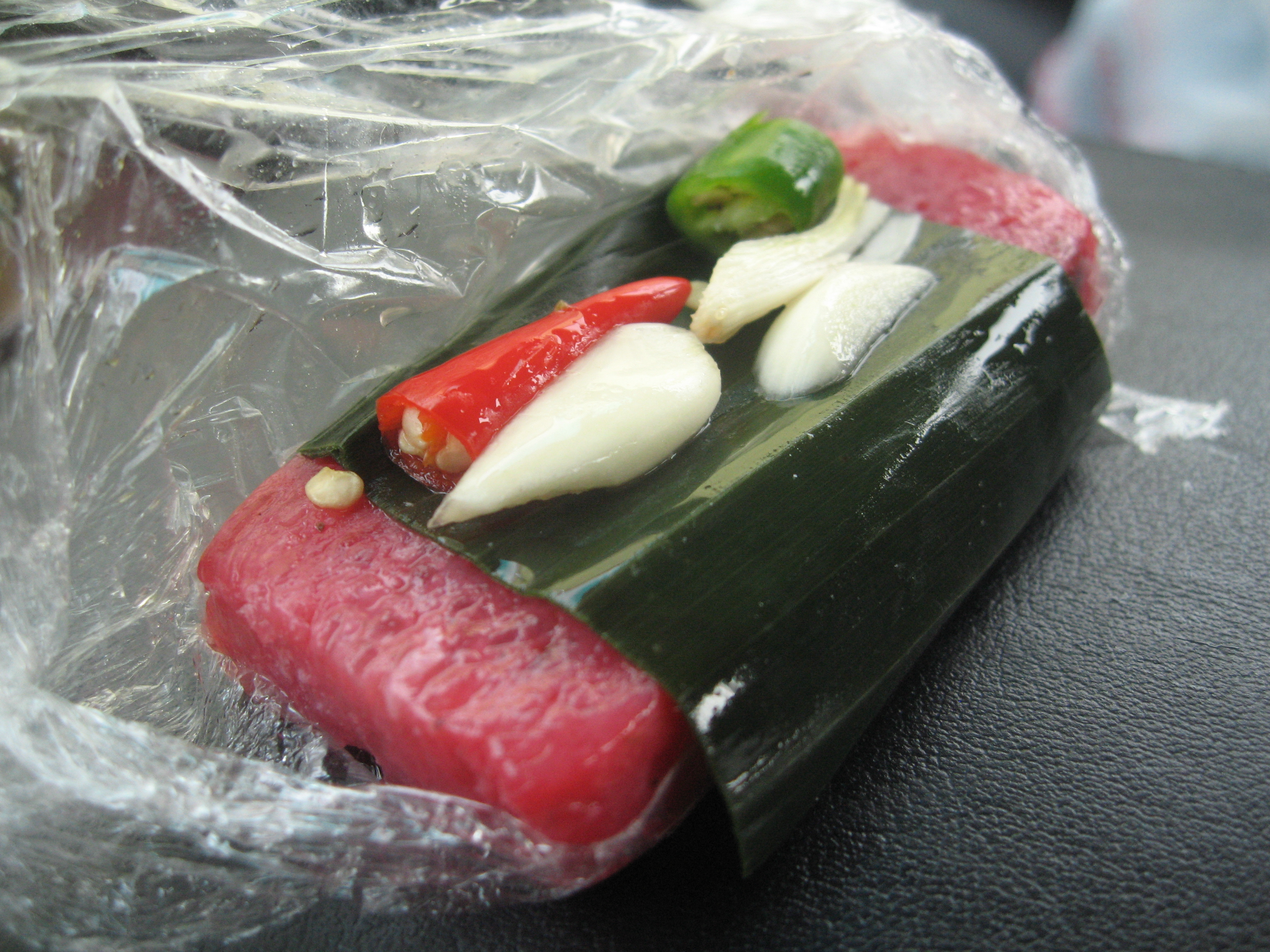
نيم تشوا سجق لحم خنزير أو لحم بقري مخمر حلو وحامض ومالح وحار يُقدم عادةً مع شريحة من الثوم وفلفل عين الطائر والكزبرة الفيتنامية

نيم تشوا لحم فيتنامي مخمر يقدم كما هو أو مقلي مصنوع من لحم الخنزير المغطى بالأرز المقلي (ثينه غاو) المخلوط بجلد الخنزير ثم الملفوف بأوراق عنب الثعلب الريفي (لا تشوم روت) أو أوراق إريثرينا أورينتاليس (لا فونج نيم). وقد تستغرق عملية الحفظ حوالي ثلاثة إلى خمسة أيام.

### النقانق
النقانق الفيتنامية "جيو" عادة ما تكون مصنوعة من لحم الخنزير المفروم الطازج ولحم البقر. وقد يستخدم صانعو النقانق اللحم أو الجلد أو الأذن. تضاف صلصة السمك قبل استخدام أوراق الموز لتغليف الخليط، إن الخطوة الأخيرة هي الغليان. وبالنسبة للنقانق الشائعة،  يغلى كيلو من اللحم لمدة ساعة، أما بالنسبة للتشاكيو سيحمص خليط اللحم المسلوق مع القرفة.

### أطباق نباتية

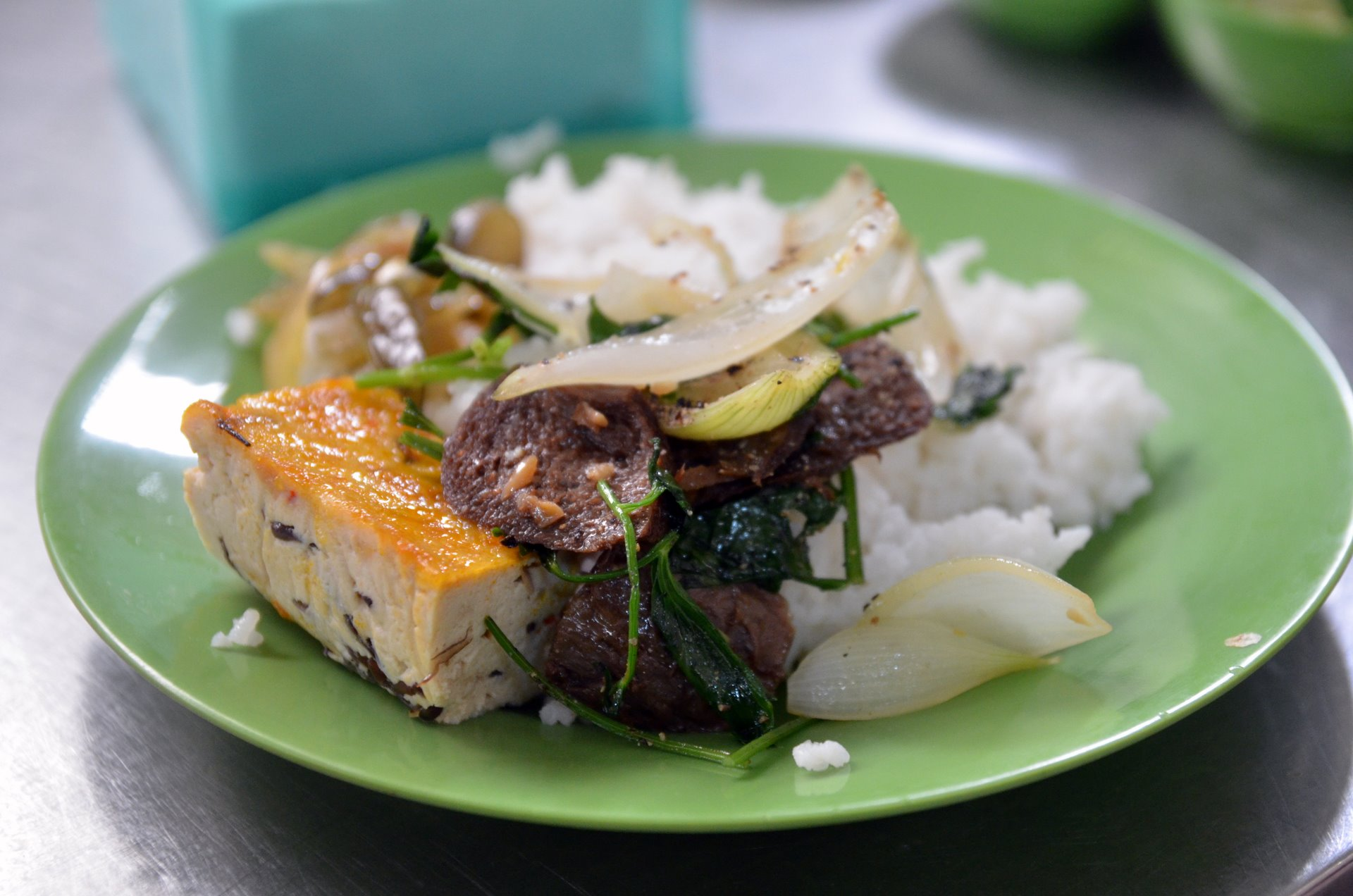
أطباق نباتية في مطعم بوذي في مدينة هوشي منه

غالبًا ما تحمل الأطباق النباتية في فيتنام نفس أسماء نظيراتها من اللحوم على سبيل المثال فو بو ولكن مع وجود علامة تشاي (نباتي) في المقدمة، وتقدم هذه الأطباق مع التوفو بدلاً من اللحوم. كل حساء وساندويتشات وأطعمة الشوارع تقريباً لها نظيرها النباتي. ففي بعض الأحيان يمكنك أيضًا رؤية تدوينات مثل "فو تشاي" أو "بانه مي تشاي" (شطيرة نباتية) أو "كوم تشاي" (أرز نباتي). إن الطعام النباتي مقارنة بالأطباق العادية يكون أرخص دائمًا تقريبًا، وغالبًا ما يكون نصف السعر العادي. المطاعم النباتية يرتادها في الغالب الفيتناميون المتدينون ونادرًا ما توجد في المناطق السياحية. كما قد يُتناول الطعام النباتي لجلب الحظ أثناء الأعياد والمهرجانات الخاصة، وخاصة أثناء رأس السنة القمرية الجديدة حيث تقدم الثقافة الفيتنامية الطعام النباتي بغض النظر عن ديانتهم. 

## قراءة إضافية
- نجوين، أندريا كوينجياو؛ التكلفة، بروس (FRW)؛ بيش، لي. (2006) في المطبخ الفيتنامي: طرق الطعام الثمينة والنكهات الحديثة . ضغطة بعشر سرعات(ردمك 1-58008-665-9)
- لي، آن؛ فاي، جولي. (2006) كتاب طبخ ليتل سايجون: المطبخ والثقافة الفيتنامية في ليتل سايجون بجنوب كاليفورنيا ، جلوب بيكوت،(ردمك 0-7627-3831-6)
- Thị Chơi Triệu، Marcel Isaak، (1998) طعام فيتنام: وصفات أصيلة من قلب الهند الصينية ، Tuttle Publishing،(ردمك 962-593-394-8)
- ماكديرموت، نانسي؛ ألبرت، كارين (2005) فيتنامية سريعة وسهلة: 75 وصفة يومية، كتب كرونيكل،(ردمك 0-8118-4434-X)
- تشي نجوين؛ جودي مونرو، (2002) الطبخ على الطريقة الفيتنامية: منقح وموسع ليشمل وصفات نباتية ومنخفضة الدهون جديدة، كتب القرن الحادي والعشرين،(ردمك 0-8225-4125-4)
- بولين نجوين؛ لوك نجوين؛ مارك جينسن (2007)، أسرار الفانوس الأحمر: قصص ووصفات فيتنامية من القلب، دار نشر مردوخ،(ردمك 1-74045-904-0)
- Thị Chơi Triệu، مارسيل إسحاق، هاينز فون هولزن (2005)، وصفات أصيلة من فيتنام تاتل للنشر،(ردمك 0-7946-0327-0)
- هوير، دانيال. (2009) المطبخ الفيتنامي . جيبس سميث(ردمك 1-4236-0320-6)